# Kanye West
Ye, rodným jménem Kanye Omari West, známý též pod přezdívkou Yeezy (* 8. června 1977 Atlanta, Georgie), je americký rapper, zpěvák, hudební producent, módní návrhář a designér. Zásadně ovlivnil podobu hip-hopu a témat obsažených v textech.
Nejprve proslul jako producent pro nahrávací společnost Roc-A-Fella Records, kde pracoval nejen na albu rappera Jay-Zho – The Blueprint, ale také produkoval hudbu pro členy labelu. Mimo nich jeho beaty využili i interpreti jako Alicia Keys, Ludacris nebo Janet Jackson. Jeho velmi originální styl produkce byl založen na zpěvných samplech soulových písniček proložených Westem tvořenými bicími smyčkami a nástroji. Postupně se jeho produkce vyvíjela a míchala mnoho žánrů. Na začátku nultých let začal aspirovat také coby rapper, ačkoliv jeho hip-hopová persona „běžného kluka“ nosícího růžové polotričko a batoh neodpovídala tehdejší image vlně gangsta-rapperů, čímž znepokojoval vedení nahrávacích společností; nakonec se mu podařilo uspět a etablovat se na rapové scéně i coby rapper. Jeho úspěch otevřel dveře novým a emotivnějším tématům a polohám, které postupně překonaly gangsta rap. Své debutové album The College Dropout vydal v roce 2004, druhé album Late Registration v roce 2005, třetí Graduation v roce 2007 a čtvrté 808s & Heartbreak v roce 2008. V následující dekádě vydal kritiky oceněný opus My Beautiful Dark Twisted Fantasy (2010), následovaný experimentálním albem Yeezus (2013) a dále The Life of Pablo (2016), Ye (2018), křesťanské Jesus Is King (2019), Donda (2021) a Donda 2 (2022). Ve spolupráci vydal alba Watch the Throne (2011) (s Jay-Zým), Kids See Ghosts (2018) (s Kid Cudim) a Vultures 1 a Vultures 2 (obě 2024) (s Ty Dolla Sign).
Vlastní nahrávací společnost GOOD Music, na které nahrávali Pusha T, John Legend, Common nebo Kid Cudi. Věnuje se vytváření módních kolekcí a zejména tenisek Yeezy (nejdříve pro Nike, později pro Adidas a poté ve vlastní režii). Založil a řídil také firmu na výrobu kreativního obsahu s názvem DONDA. V roce 2020 vedl coby nezávislý kandidát neúspěšnou volební kampaň na prezidenta USA, ve volbách obdržel 60 000 hlasů.
Je jedním z nejlépe se prodávajících hudebních umělců. Prodal přes 20 milionů alb a 140 milionů singlů. Za svou tvorbu obdržel 24 cen Grammy a mnoho dalších ocenění. Časopis Rolling Stone ho zařadil na 84. příčku v žebříčku 100 nejlepších producentů a textařů všech dob a současně zařadil šest jeho alb do žebříčku 500 nejlepších alb všech dob. Magazín Time ho dvakrát (v letech 2005 a 2015) zařadil do seznamu 100 nejvlivnějších lidí světa. Na konci roku 2021 jako první umělec v historii překonal milník, kdy na Spotify deset jeho alb překonalo hranici miliardy streamů. V roce 2022 časopis Forbes odhadl jeho jmění na 2 miliardy dolarů, čímž byl West celosvětově nejbohatším hudebním umělcem a jedním z nejbohatších lidí světa. V říjnu 2022 pronesl několik antisemitských prohlášení, za což s ním ukončily spolupráci společnosti Adidas, GAP, Balenciaga nebo Def Jam. Westovo jmění tím mělo klesnout na 400 milionů dolarů.

## Biografie a kariéra
Narodil se v Atlantě v Georgii v USA, kde žil se svými rodiči. Když mu byly tři roky, jeho rodiče se rozvedli a on se se svojí matkou přestěhoval do Chicaga v Illinois. Jeho otec Ray West byl členem revolucionářské organizace Black Panthers a byl jedním z prvních afroamerických fotožurnalistů časopisu Atlanta Journal-Constitution. Dnes je křesťanským zástupcem. Jeho matka, Dr. Donda West, byla profesorka angličtiny na Clark Atlanta University a předsedkyně oddělení Anglického jazyka na Chicagské státní univerzitě, než začala pracovat jako jeho manažerka. Vyrůstal v prostředí střední třídy v Oak Lawn v Illinois, poté co se přestěhovali z Chicaga. Když mu bylo deset let, přestěhoval se na čas s matkou do čínského Nankingu, kde vyučovala na Nankingské univerzitě v rámci Fulbrightova stipendia. Na otázku, jaké známky dostával na střední škole, West odpověděl: „Jedničky a dvojky.“
Navštěvoval hodiny umění na akademii umění v Chicagu, také studoval na Chicagské státní univerzitě, ovšem kvůli soustředění se na svou hudební kariéru vysokou školu nedokončil. Při studiu produkoval hudbu lokálním umělcům.

### Začátky kariéry
S produkcí hudby začal v polovině 90. let, původně pro místní rapové interprety z Chicaga. Postupně si vyvinul osobitý styl, který se vyznačoval zrychlenými samply soulových nahrávek. Prvním oficiálním projektem, kde byl uveden jako producent, bylo album Down to Earth rappera Grava z roku 1996. V té době také působil jako ghostproducent Derica "D-Dot" Angelettieho, který se stal jeho mentorem. Byl rovněž členem skupiny Go-Getters, kterou s ním tvořili GLC, Timmy G, Really Doe a Arrowstar, a s níž vydal jediné album World Record Holders (1999). Jeho talent rozpoznal i producent No I.D., jenž jej představil manažerovi Kyambo "Hip Hop" Joshuovi.
S cílem prorazit se přestěhoval do New Yorku a v roce 1998 se stal prvním umělcem pod novým managementem Hip Hop Since 1978, který vedli manažeři a promotéři Gee Roberson a Kyambo "Hip Hop" Joshuato. Přestože usiloval o vlastní rapovou kariéru, působil především jako producent. V roce 1999 jeho beaty využili interpreti jako Foxy Brown, Harlem World, Goodie Mob a The Madd Rapper, rapové alterego jeho mentora D-Dota. Klíčovým bodem kariéry se stala spolupráce s Roc-A-Fella Records, kde se podílel na albu The Blueprint (2001) od Jay-Zho, produkoval hity „Izzo (H.O.V.A.)“, „Heart of the City (Ain't No Love)“ a „Takeover“. Následně coby in-house producent vytvářel beaty i pro další členy labelu jako byli Beanie Sigel, Freeway nebo Cam'ron.
Navzdory úspěchům v produkci bylo pro něj obtížné prosadit se jako rapper, protože nebyl vnímán jako typický představitel tvrdého pouličního stylu. Z tohoto důvodu ho odmítli například u Capitol Records. Přesto jej Damon Dash u Roc-A-Fella nakonec upsal i jako sólového umělce. V roce 2002 produkoval tři písně pro album The Fix rappera Scarface a podílel se na úspěšném duetu Jay-Zho a Beyoncé „'03 Bonnie & Clyde“, který se stal jedním z největších hitů Jay-Zho kariéry.

### The College Dropout (2002–2004)

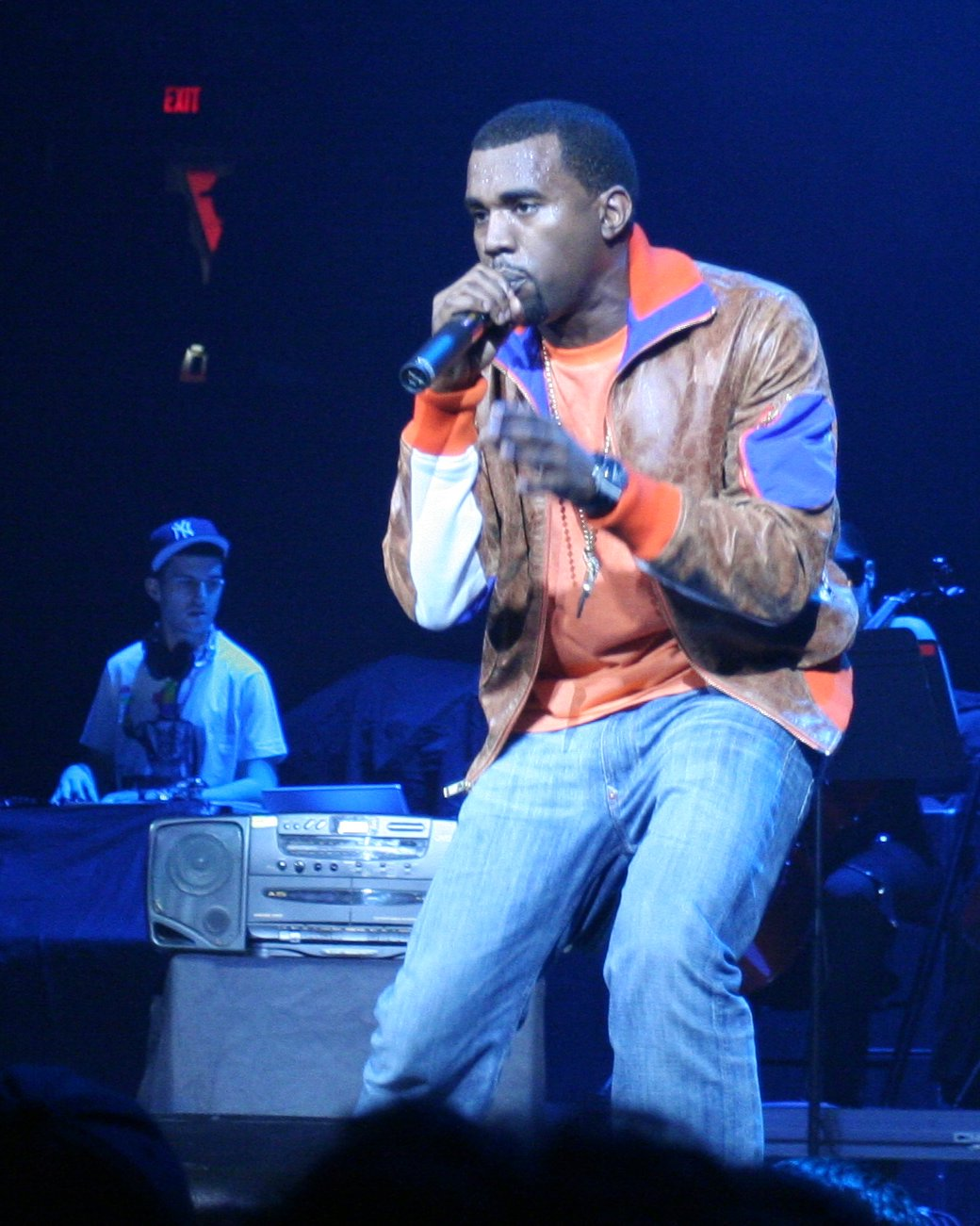
Kanye West při vystoupení v Portlandu (2005)

Dne 23. října 2002 prodělal autonehodu, při níž si vážně poranil čelist. Událost ho inspirovala k napsání své průlomové písně „Through the Wire“, kterou nahrál se zadrátovanou čelistí a na vlastní náklady k ní natočil videoklip. Úspěch skladby vedl Roc-A-Fella Records k rozhodnutí umožnit mu nahrát debutové album. V prosinci 2002 vydal mixtape Get Well Soon..., obsahující zejména produkce pro jiné interprety, ale i první verze vlastních skladeb, včetně „Jesus Walks“, „Two Words“, „Home“ a „My Way“.
Roku 2003 produkoval hit „Stand Up“ pro Ludacrise, jenž se stal jeho prvním number-one singlem, a úspěšnou píseň „You Don't Know My Name“ pro Alicii Keys. Výrazně se podílel i na The Black Album od Jay-Zho (písně „Encore“ a „Lucifer“). Jeho renomé jako producenta bylo v té době již pevně etablované.
Debutové album The College Dropout vyšlo v únoru 2004 po několika odkladech a úniku předchozí verze. West jím definoval svůj charakteristický styl „chipmunk soul“. Album dosáhlo druhé příčky v žebříčku Billboard 200 a získalo čtyřnásobnou platinovou desku. Obsahovalo řadu úspěšných singlů, například „All Falls Down“, „Jesus Walks“ nebo „Slow Jamz“ s Twistou a Jamiem Foxxem. West na něm tematizoval i svou víru a společenská témata. Album obdrželo pozitivní kritiky a získalo cenu Grammy za nejlepší rapové album.
V té době se dostal do sporu s rapperem Royce da 5'9", kvůli nezaplacenému beatu pro píseň „Heartbeat“. Po této zkušenosti s ním ukončil spolupráci. Mezi další singly, které tehdy produkoval, patřily například „Overnight Celebrity“ (Twista), „Talk About Our Love“ (Brandy) či „I Want You“ (Janet Jacksonová). Po úspěchu alba založil vlastní label GOOD Music, pod který podepsal mimo jiné své dřívější spolupracovníky, rappery GLC a Consequence. Smlouvu dostala také chicagská legenda, rapper Common, a vycházející hvězda, zpěvák John Legend.

### Late Registration (2005)
Po komerčním úspěchu svého debutu začal ihned pracovat na pokračování. V té době byl ovlivněn albem Roseland NYC Live trip hopové skupiny Portishead, které má filharmonické aranžmá, a chtěl zapojit smyčcové nástroje do své produkce. Výdělek z prvního alba mu umožnil si najmout hudebníky hrající na smyčcové nástroje. West současně spojil síly s producentem filmové hudby Jonem Brionem. Album Late Registration bylo vydáno 30. srpna 2005 a setkalo se s pozitivními kritikami. Časopisy a noviny jako Time, Rolling Stone, Spin nebo USA Today, vyhlašovaly toto album nejlepším albem roku. Desky se prodalo okolo 860 000 kusů v prvním týdnu v USA. Do konce roku se v USA prodalo 2,3 milionu kusů a získalo pět nominací na ceny Grammy, z nichž tři získal. Album obsahuje „number-one“ hit „Gold Digger“ (ft. Jamie Foxx) a úspěšný singl „Heard 'Em Say“ (ft. Adam Levine). Celkem se alba prodalo v USA 3,1 milionu kusů. V témže roce vyprodukoval hity „Dreams“ (Game) a „Go“ (Common).
V dubnu 2006 vydal koncertní album Late Orchestration z koncertu, který pořádal v londýnském studiu Abbey Road Studios. Album obsahuje písně z jeho prvních dvou alb, které nahrál spolu s ženským smyčcovým orchestrem. Album distribuovala společnost Mercury Records a bylo vydáno jen na evropských a asijských trzích.
V listopadu 2006 na předávání cen MTV Europe Music Awards byl nominován jeho videoklip k písni „Touch the Sky“ na videoklip roku, nicméně cenu nezískal. Během předávání ceny vítězné skupině Justice West vstoupil na pódium a pronesl, že cenu měl získat on. Westovo jednání bylo následně kritizováno v celé řadě médií. V listopadu 2006 se za incident veřejně omluvil.

### Graduation (2007)

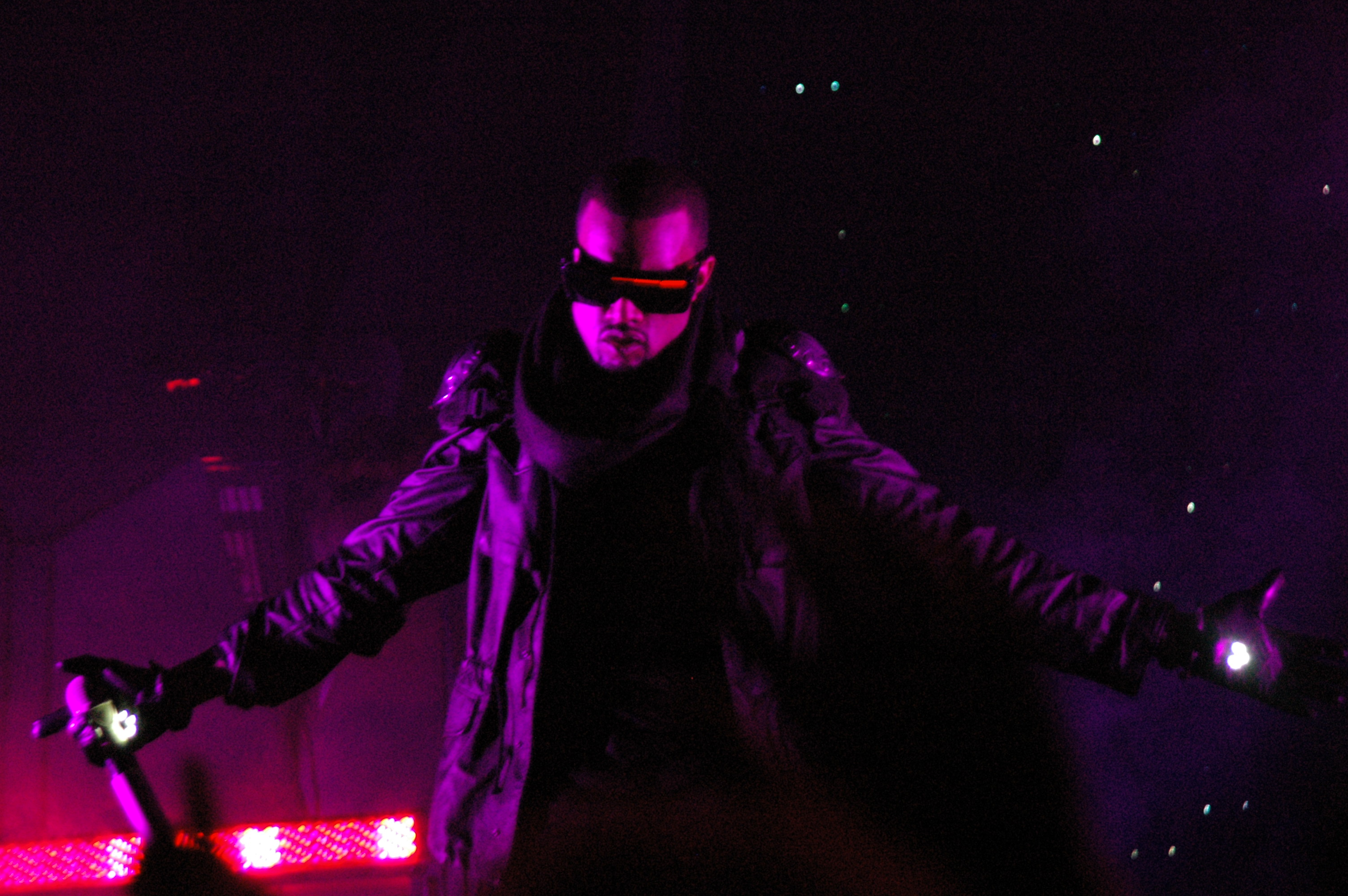
Kanye West při vystoupení v Londýně, Anglie. (2007)

Od doby, kdy odložil datum vydání svého třetího alba Graduation na stejný den jako bylo plánováno vydání alba Curtis rappera 50 Centa, se zažehla kontroverzní soutěž o to, kdo prodá více kusů svého alba. Tuto soutěž inicioval 50 Cent a dokonce prohlašoval, že je ochoten přestat vydávat sólo alba, pokud prohraje. Nakonec své prohlášení odvolal, a to ve svůj prospěch, jelikož následně prohrál. Prohra 50 Centa také ohlásila úpadek dříve populárního subžánru gangsta rapu. Alba Graduation se prodalo 957 000 kusů v první týden prodeje v USA. Celkem se alba v USA prodalo okolo 2 960 000. Album mu vyneslo dalších osm nominací na ceny Grammy, nyní úspěšně získal čtyři. Z alba pochází další „number-one“ hit „Stronger“ a singly „Good Life“ (ft. T-Pain) a „Flashing Lights“ (ft. Dwele).
Album se opět setkalo jak s komerčním úspěchem, tak s oceněním od kritiků. Kritici mimo jiné oceňovali, že úspěchem singlu „Stronger“, který samploval tvorbu skupiny Daft Punk, West ukázal, že je možné do hip hopu začlenit prvky žánrů house a elektronické hudby. Úspěch singlů „Stronger“ nebo „Flashing Lights“ ovšem měl i širší dopady, kdy přispěl k oživení prvků diska a elektra v mainstreamové hudbě konce nultých let. Většinu roku 2008 strávil na světovém turné Glow in the Dark Tour.

### 808s & Heartbreak (2008)
Již během nahrávání alba Graduation zvažoval, že by série alb propojená tématem růstu skrze vzdělávání měla čtyři díly. Po albu Graduation tedy měl údajně následovat projekt Good Ass Job. Nicméně kvůli několika osobním okolnostem nakonec koncept alba opustil. Předně mu v listopadu 2007 zemřela matka Donda na ischemickou chorobu srdeční po pokaženém zákroku kosmetické chirurgie. Dále bylo v dubnu 2008 zrušeno jeho zasnoubení s Alexis Phifer. West proto začal pracovat na albu, ve kterém více zapojil emoce a introspekci. Tématem se stalo zlomené srdce a hudebně se přesunul více k elektronické hudbě. Projekt 808s & Heartbreak nahrál během tří týdnů ve studiu na Havaji. Nové album oznámil v září 2008 na MTV Video Music Awards, kde premiérově vystoupil se singlem „Love Lockdown“. Diváci byli překvapeni razantním odklonem od předchozí tvorby. Zejména tím, že West zpíval a používal modifikátor výšek hlasu Auto-Tune. Singl ale opět uspěl a umístil se na třetí příčce žebříčku Billboard Hot 100. Album bylo vydáno 24. listopadu 2008 a obsahuje prvky synthpopu, electroniky, R&B a electropopu. Prodalo se ho okolo 450 000 kusů v první týden v USA. Celkem se ho v USA prodalo přes 1 800 000 kusů. Další singl „Heartless“ se umístil na druhé příčce žebříčku. Ačkoliv při vydání byli fanoušci skeptičtí a kritici opatrnější ve chvále, později se ukázalo, že projekt 808s & Heartbreak byl zásadní pro další vývoj hip hopu. West albem otevřel možnost většího kreativního experimentu pro rappery v produkci, ale také zapojení emotivnějších témat a poloh. Jako svou inspiraci ho označili úspěšní rappeři, kteří uspěli i bez opakování typické machistické polohy rapperů – B.o.B, Drake, Kid Cudi, Childish Gambino nebo Frank Ocean. Celkově je mu připisováno umožnění vzniku a úspěchu subžánru emo rap. Velkou inspiraci v albu přiznal i rapper Juice Wrld, který Westa označil za „cestovatele v čase, který do roku 2008 přinesl zvuk z roku 2015“. Rapper Lil Uzi Vert uvedl, že mu album „změnilo život“.
V srpnu 2008 vystupoval na Národním sjezdu Demokratické strany na podporu někdejšího kandidáta na prezidenta USA Baracka Obamy.
V září 2009 během předávání cen MTV Video Music Awards vnikl na pódium v momentě, kdy tehdy devatenáctiletá Taylor Swift přebírala cenu za videoklip roku. West jí vzal mikrofon a prohlásil, že cenu měla vyhrát Beyoncé. West byl následně z akce vyveden. Za incident sklidil obrovskou kritiku včetně té od tehdejšího prezidenta Baracka Obamy. West se později omluvil. V důsledku ale West přišel o plánované světové turné Fame Kills: Starring Kanye West and Lady Gaga, na kterém měl vystupovat spolu s Lady Gagou. Lady Gaga se raději vydala na sólové turné a West odcestoval do Evropy, kde se věnoval rozvoji své kariéry v módě, než začal pracovat na novém albu.

### My Beautiful Dark Twisted Fantasy (2010)

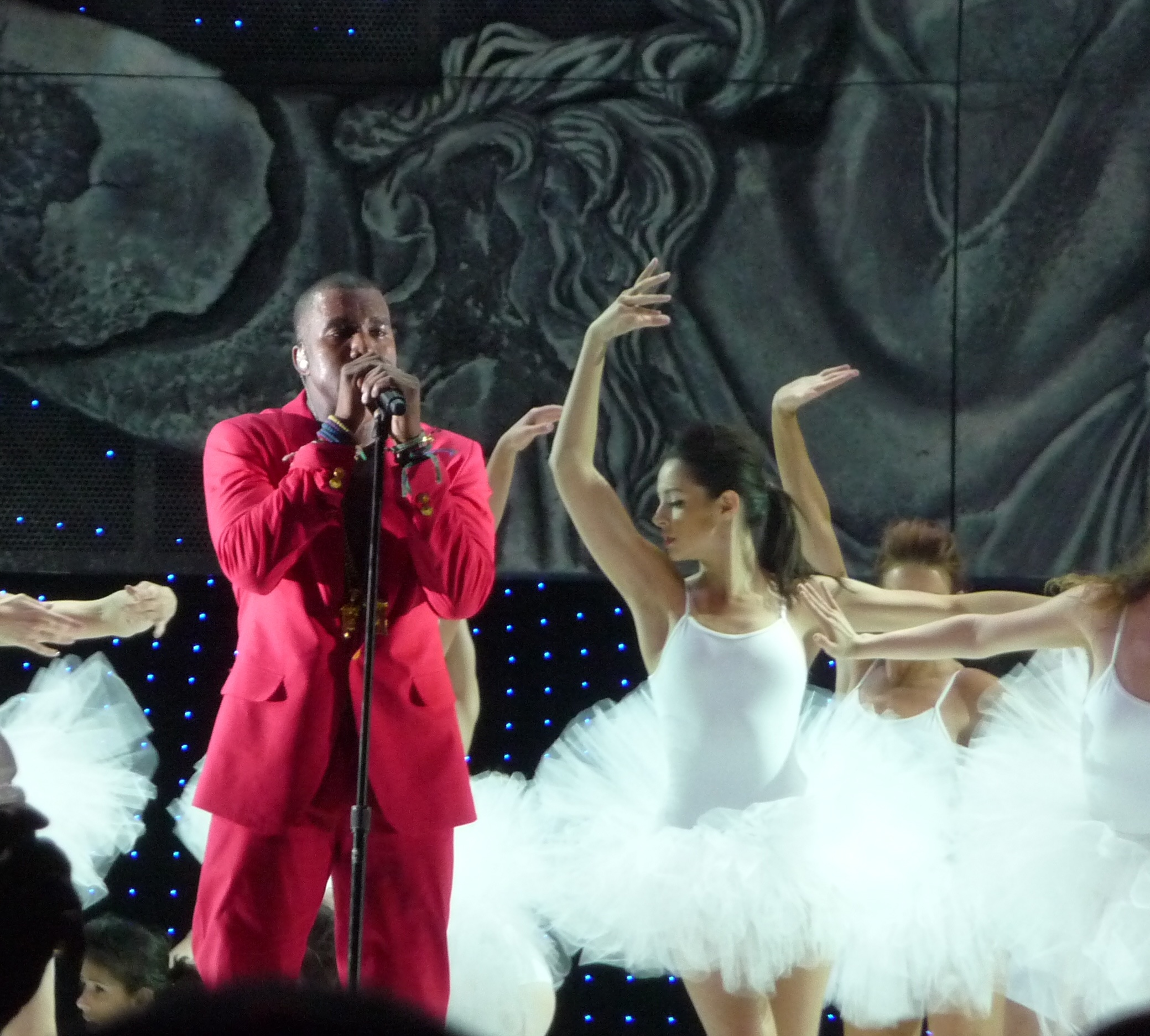
Kanye West při vystoupení na festivalu Coachella. (2011)

Po silné mediální kritice si West dal na chvíli od hudby pauzu. Avšak ještě v roce 2009 odcestoval na Havaj, kde začal pracovat na svém dalším albu. Podle zpráv z nahrávání West trval na velmi přísném režimu, kdy se pracovalo téměř neustále. Všichni přítomní umělci pracovali společně v jakési komunitě a podléhali Westovu režimu a byli například nuceni nosit obleky, aby West dodal nahrávání řád a vážnost. V roce 2013 West potvrdil, že album mělo sloužit jako jakási omluva za jeho předchozí výstřední chování. Albem chtěl být opět přijat mezi hudební špičku.
Album My Beautiful Dark Twisted Fantasy, které opět původně vznikalo coby Good Ass Job, bylo vydáno 22. listopadu 2010. West před vydáním tvrdil, že album bude opět něčím novým, co ve své tvorbě ještě nedělal. Mělo jít o umělecké album. Z alba pochází úspěšné singly „Power“ (ft. Dwele), „Runaway“ (ft. Pusha T) a „Monster“. Hudební videa k těmto písním potvrzují Westovy umělecké snahy. Klip k písni „Power“ je starověkým alegorickým obrazem a klip k písni „Runaway“ je třiceti čtyř minutovým mini-filmem o pádu Fénixe, v podobě krásné ženy, a jeho opětovného povstání z popele. Klip k písni „Runaway“, obsahuje dalších osm částí písní z alba. Tento mini-film se natáčel v Praze a West v něm například řídí český supersport MTX Tatra V8, jehož existují jen čtyři kusy.
Alba se prodalo 497 000 ks první týden prodeje v USA, čímž získalo zlatou certifikaci společnosti RIAA. Díky tomu také debutovalo na prvním místě žebříčku Billboard 200. V lednu 2011 album získalo platinovou desku od společnosti RIAA. Celkem se alba prodalo přes 1,3 milionu kusů v USA. V únoru 2012 bylo album oceněno třemi cenami Grammy. Získalo Grammy za nejlepší rapové album a dvě Grammy získal singl „All of the Lights“ (ft. Rihanna).

### Watch the Throne a Cruel Summer (2011 a 2012)

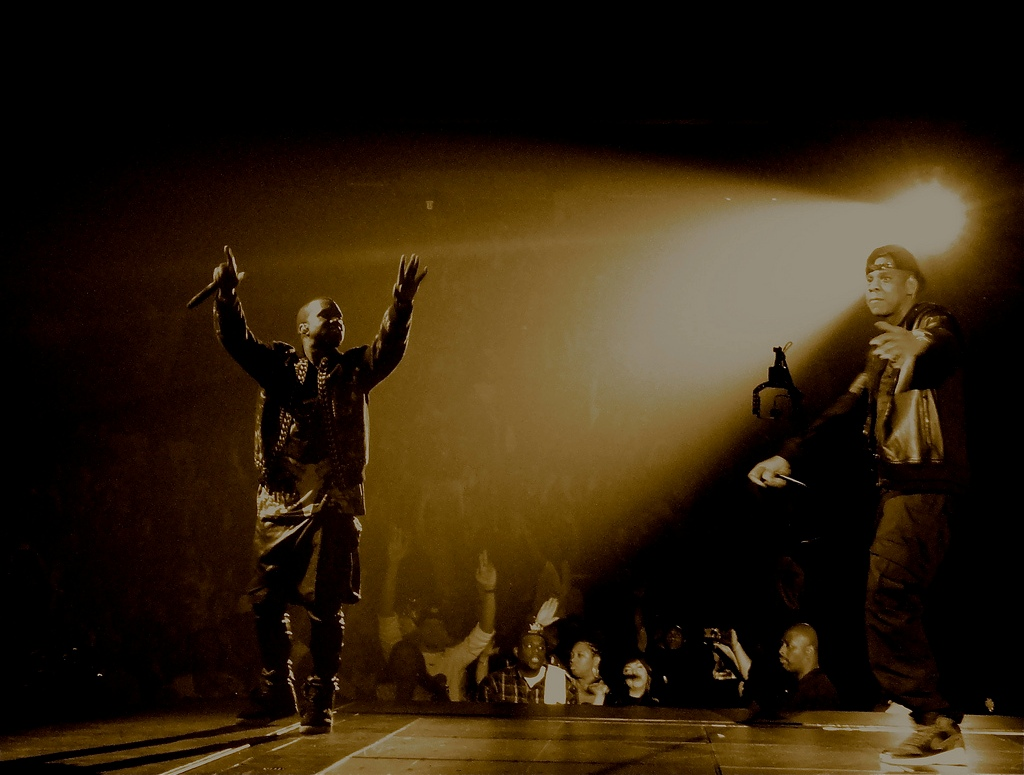
Kanye West a Jay-Z při vystoupení na Watch the Throne Tour. (2011)

Od roku 2010 nahrával společné album s rapperem Jay-Z, nazvané Watch the Throne. Původně mělo jít pouze o EP, ale nakonec bylo nahráno celé album. Prvním singlem z alba je píseň „H.A.M“, která debutovala na 23. pozici v Billboard Hot 100. V červenci 2011 byl vydán singl nazvaný „Otis“, ten se umístil na 12. příčce. Nejúspěšnější písní se stal třetí singl „Niggas In Paris,“ který se umístil na 5. příčce. Album bylo vydáno v srpnu 2011 a umístilo se na prvních příčkách amerických hitparád.
Díky přísným bezpečnostním opatřením album předčasně neuniklo na internet, jedním z opatření bylo i prvotní vydání alba v digitální formě. I díky tomu zlomilo rekord v prodejnosti alb na iTunes, když se ho tam v první týden prodalo 290 000 kusů. Celkem se alba prodalo v USA okolo 1 425 000 kusů. Obdrželo certifikaci platinová deska od společnosti RIAA. V únoru 2012 byla píseň „Otis“ oceněna cenou Grammy. Za obsah alba získal roku 2013 další tři ceny Grammy, dvě za píseň „Niggas In Paris“ a jednu za „No Church in the Wild“ (ft. Frank Ocean).
V září roku 2012 vydal společné kompilační album své nahrávací společnosti GOOD Music. Album Cruel Summer mělo být původně vydáno již v srpnu, ale bylo odloženo na 18. září. Z alba pocházejí úspěšné singly „Mercy“ (ft. 2 Chainz) a „Clique“ (ft. Jay-Z). K albu měl být vydán i stejnojmenný krátký film, byl natočen, ale jeho publikování bylo zrušeno. Album debutovalo na 2. příčce žebříčku Billboard 200, celkem se ho v USA prodalo kolem 340 000 kusů.

### Yeezus (2013)

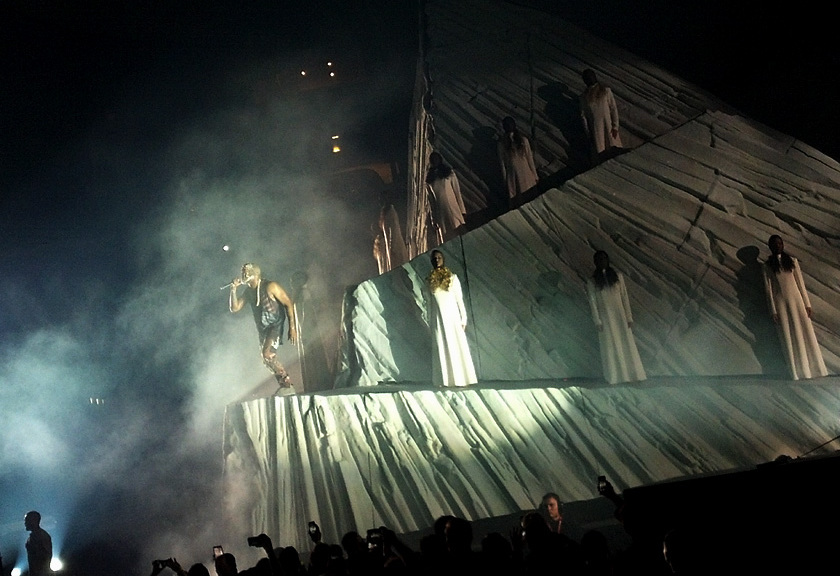
Kanye West při vystoupení na Yeezus Tour. (2013)

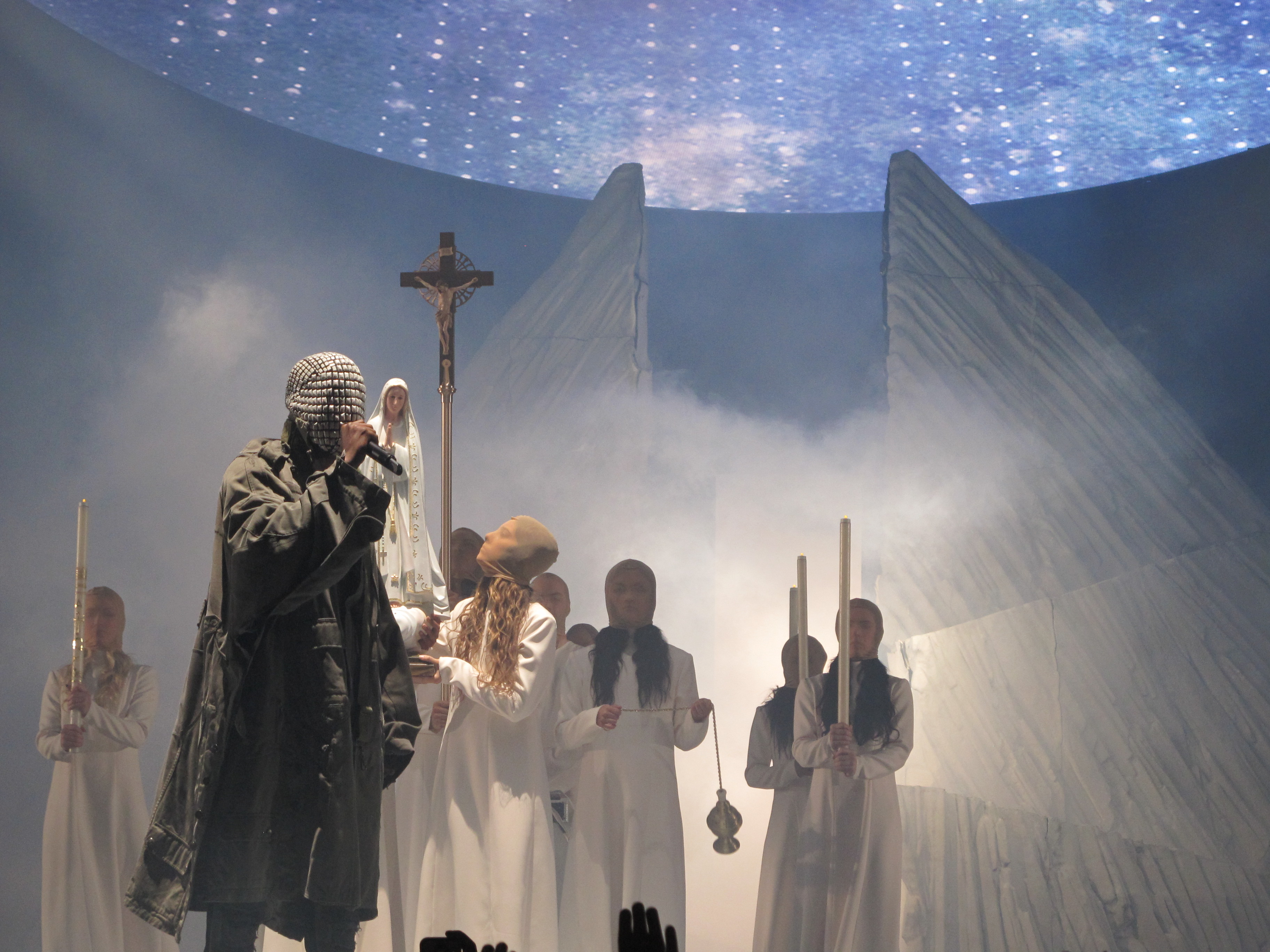
Kanye West při vystoupení na Yeezus Tour. (2013)

Pracovní název jeho šestého studiového alba zněl Thank God For Drugs. Na internet později unikla raná verze projektu i s písněmi, které byly v průběhu nahrávání přepracovány pro album Yeezus. V průběhu let unikly i návrhy obalu pro CD, které vytvořil umělec George Condo, jehož dílo bylo využito i na přebalech alba My Beautiful Dark Twisted Fantasy. Návrhy byly velmi podobné později zvolenému designu alba Yeezus. Při práci na albu West nahrál spoustu materiálu. S blížícím se termínem vydání ovšem nenacházel pravý přístup pro dokončení alba. Pozval si proto do studia producenta a zakladatele Def Jam Recordings Ricka Rubina. První verze nahrávek, které West Rubinovi pustil, měly přes tři hodiny. West si ale představoval minimalistické album. Na přepracování alba spolu poté spolupracovali hektické dva týdny. Album West pojmenoval Yeezus a vyšlo u společnosti Def Jam Recordings 18. června 2013. Již v květnu 2013 West při koncertu představil první dvě písně z alba „Black Skinhead“ a „New Slaves“. Druhou také propagoval jako video projekci na 66 budovách v USA, Německu, Anglii, Francii a v Austrálii. Album se nedočkalo klasické propagace, když nebyl vybrán ani jeden singl pro rádia, ani nebyl natočen žádný videoklip. Také bylo vydáno bez obalu a bookletu. Na albu spolupracovali jako „uncredited“ hostující umělci Kid Cudi, King L, Assassin, Chief Keef, Charlie Wilson, Frank Ocean a Justin Vernon ze skupiny Bon Iver. Z hudební produkce se mimo Westa na albu nejvíce podíleli Daft Punk a Mike Dean. Muzikálně je album více temné a experimentální než jeho minulá alba. Obsahuje prvky žánrů chicagský drill, dancehall, acid house a industriál.
V prvním týdnu prodeje se v USA prodalo 327 000 kusů. Album tak debutovalo na první příčce v žebříčku Billboard 200. V srpnu 2013 bylo album oceněno certifikací zlatá deska od společnosti RIAA za prodej přes 500 000 kusů. Celkem se v USA prodalo 630 000 kusů. Přesto v roce 2014 obdrželo certifikaci platinová deska za milion kusů v distribuci. Album propagoval i svým prvním sólo turné v posledních pěti letech – The Yeezus Tour. To mělo 53 zastavení na území Severní Ameriky a Austrálie. Jako hostující umělec na turné vystupoval i Kendrick Lamar.

### The Life of Pablo (2014–2016)

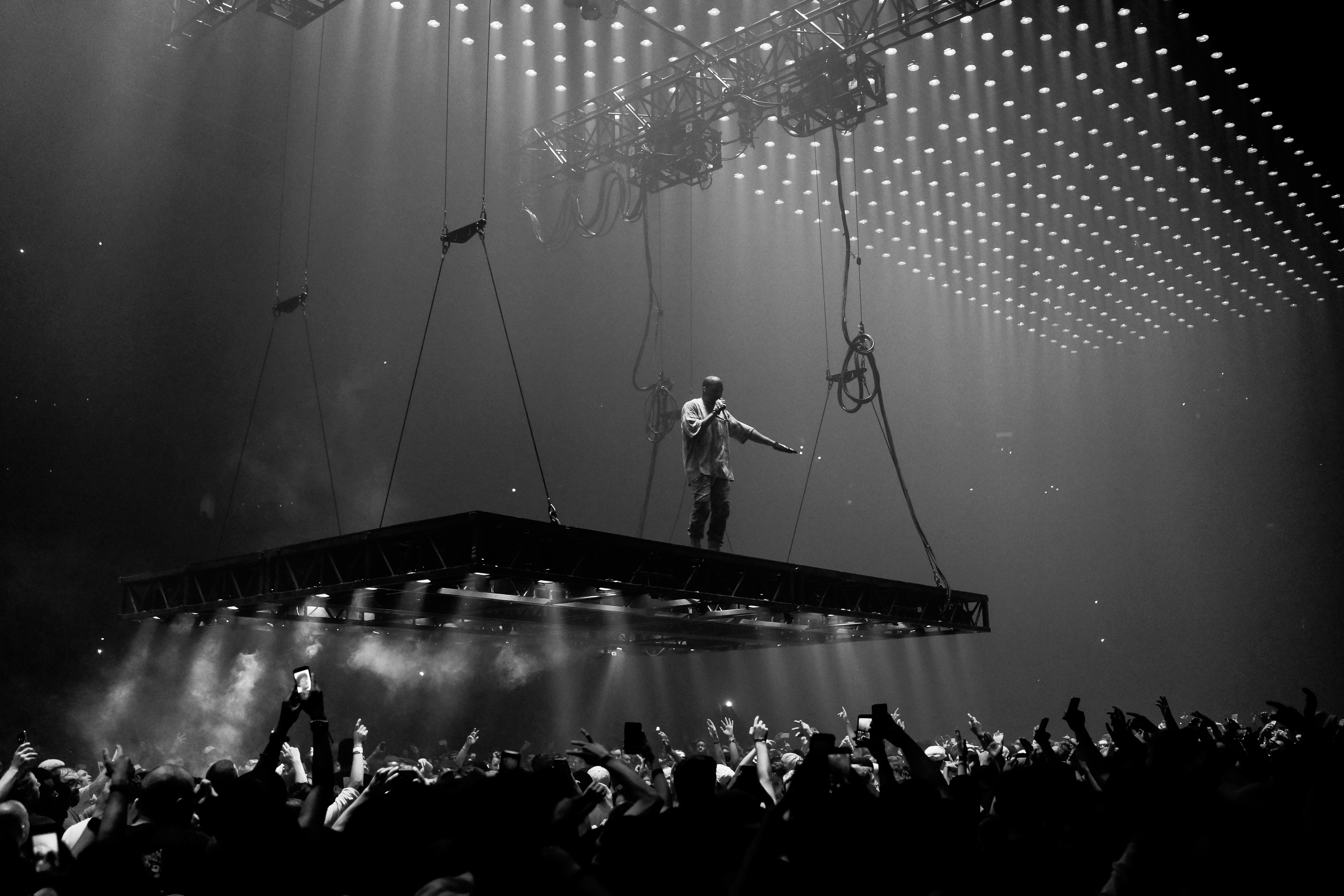
Kanye West při vystoupení na Saint Pablo Tour. (2016)

Po zkrácení alba Yeezus producentem Rickem Rubinem zůstalo množství nevydaných skladeb, např. „God Level“ (Adidas reklama, 2014) či „After You“, později přepracovaná na „Coming Home“ od Pushy T. Spekulovalo se o vydání EP Lost Yeezus, které se ale mělo postupně vyvíjel v album Yeezus II, které však nebylo dokončeno. V listopadu 2013 oznámil práce na nové desce s producenty Rickem Rubinem a Q-Tipem. Následovaly singly „Only One“ (s Paulem McCartneym, 35. příčka Billboard Hot 100) a „FourFiveSeconds“ (s Rihannou a McCartneym, 4. místo).
V roce 2015 uvedl skladby „Wolves“ (ft. Vic Mensa a Sia) a „All Day“, jejíž klip natočil oscarový režisér Steve McQueen. Název alba se několikrát měnil: So Help Me God, SWISH, WAVES, T.L.O.P. a nakonec The Life of Pablo, které vyšlo 14. února 2016 exkluzivně na službě Tidal. Album bylo představeno na módní přehlídce Yeezy Season 3 v Madison Square Garden, jejíž přenos proběhl v kinech po celém světě včetně Česka.
Po vydání alba se na internetu objevily demo verze nevydaných skladeb, jako „New Angels“, „Fall Out of Heaven“ či „The Mind is Powerful“. West krátce poté oznámil další album s pracovním názvem Turbo Grafx 16, které nakonec nevyšlo. Přesto vydal singl „Saint Pablo“, přidaný dodatečně k The Life of Pablo. V průběhu let ale na internet unikla celá řada demo verzí písní, které pro zrušený projekt nahrál. Plánované kompilační album Cruel Winter (od GOOD Music) zůstalo nedokončené, vyšel pouze singl „Champions“ (71. místo). V listopadu 2016 zrušil turné Saint Pablo Tour a byl hospitalizován kvůli psychickému kolapsu, po němž se na téměř rok stáhl z veřejného života.

### Ye a Kids See Ghosts (2018)
Po hospitalizaci v listopadu 2016, kdy mu byla diagnostikována bipolární porucha, se West přestěhoval na ranč ve Wyomingu. V izolaci začal pracovat na novém albu, původně nazvaném 500 Days in UCLA. V roce 2018 oznámil i přípravu knihy Break the Simulation. Obsah knihy chvíli sdílel přes příspěvky na Twitteru, k vydání ale nikdy nedošlo. Ve stejném roce veřejně podpořil prezidenta Donalda Trumpa, čímž vyvolal kontroverzi i kritiku (např. od Johna Legenda). Nový koncept alba přinesl název LOVE EVERYONE, s fotografií plastického chirurga Jana Adamse na obalu, který v roce 2007 svou nedbalostí zavinil smrt Westovy matky Dondy, byl po kontroverzi opuštěn.
Na začátku května 2018 se odehrálo kontroverzní interview u bulvárního serveru TMZ, kde West například popřel otroctví a znovu podpořil Donalda Trumpa. Ihned po odvysílání zavrhl koncept alba LOVE EVERYONE a během jednoho měsíce ho kompletně přehrál. Dne 1. června 2018 vyšlo album Ye, složené ze sedmi skladeb. Debutovalo na 1. místě žebříčku Billboard 200 a vyrovnalo rekord Eminema v počtu po sobě jdoucích alb debutujících na vrcholu hitparády. Singly z alba byly písně „Yikes“ (8. příčka) a „All Mine“ (11. příčka). Následoval projekt Kids See Ghosts (8. června 2018), společné album s Kidem Cudim, které debutovalo na 2. místě žebříčku. Obě alba byla představena živým streamováním z Wyomingu.
V téže době West také produkoval alba Daytona (Pusha T), KTSE (Teyana Taylor) a Nasir (Nas). V září vydal singl „I Love It“ s Lil Pumpem (6. místo Billboard Hot 100), jehož videoklip produkoval režisér Spike Jonze. V té době oznámil záměr vytvořit Watch the Throne 2 (pokračování alba s Jay-Z) a zahájil nahrávání neuskutečněného projektu Good Ass Job s Chancem the Rapperem. Z tohoto nahrávání unikla například píseň „Black Men Don’t Cheat“.

### Jesus is King a Sunday Service Choir (2019)
V září 2018 oznámil nové album Yandhi s plánovaným datem vydání 29. září. Album však nevyšlo, a i náhradní datum (23. listopadu) bylo odloženo, přestože West odjel pracovat na albu do Ugandy. Místo toho zahájil roku 2019 tzv. Sunday Services – gospelové hudební bohoslužby s živým sborem. Ve stejné době zažaloval EMI kvůli nevýhodné smlouvě, což vedlo ke vzájemným právním sporům. V březnu West požádal o vyřízení sporu mimosoudní cestou.
V červenci 2019 unikly některé písně z alba Yandhi (například „New Body“ s Nicki Minaj nebo „Law of Attraction“ ). V srpnu Kim Kardashian zveřejnila tracklist pod novým názvem Jesus Is King, které nakonec vyšlo v říjnu 2019 spolu se stejnojmenným IMAX dokumentem. Album debutovalo na 1. místě Billboard 200 (264 000 ks), všech 11 skladeb se dostalo do Billboard Hot 100, nejvýše „Follow God“ (7. příčka). West jako první obsadil všech deset prvních míst žebříčků Hot Christian Songs i Hot Gospel Songs. Za album obdržel Grammy za nejlepší křesťanské album. Úspěch písní pro Westa znamenal navýšení celkového počtu písní zapsaných v žebříčku Billboard Hot 100 na 107, čímž byl teprve pátým umělcem historie, který překročil hranici 100 písní v hitparádě. Dosáhl toho po šestnácti letech od svého debutu.
V listopadu 2019 měl premiéru jeho první hudební projekt označený jako „opera“ – Nebuchadnezzar v Hollywood Bowl v Los Angeles. Dějově vychází z biblického příběhu o Nebukadnesarovi. Režírovala Vanessa Beecroft, West v zákulisí četl z knihy Daniel, hlavní roli hrál rapper Sheck Wes. Podle hudebních kritiků se de facto nejednalo o operu, jelikož například postrádala libreto. Kritici premiéru odsoudili kvůli zpoždění a nedostatečné přípravě. V prosinci následovala druhá „opera“ Mary, s premiérou v Miami Marine Stadium, který slouží ke sledování závodů motorových člunů. Opět režírovala Beecroft. West na jevišti četl z Bible, vystupoval Sunday Service Choir. Premiéra se opět zpozdila. Na Vánoce 2019 vyšlo gospelové album Jesus Is Born v podání Sunday Service Choir, s Westem jako výkonným producentem.

### Donda (2021)
Od prosince 2019 Kanye West pracoval s Dr. Drem na remixovém albu Jesus Is King Part II, které nakonec nevyšlo. V září 2023 unikla na internet verze Jesus is King: The Dr. Dre Version s hosty jako Eminem, Snoop Dogg či Anderson .Paak. Roku 2020 West oznámil desáté album God’s Country, z nějž vyšel singl „Wash Us in the Blood“ (ft. Travis Scott) a spolu s ním ihned i videoklip, který režíroval umělec Arthur Jafa. Projekt se později přejmenoval na Donda, ale vydání bylo opakovaně odkládáno. Na Vánoce 2020 vyšlo EP Emmanuel jeho sboru Sunday Service Choir, které produkoval. Téhož dne vyšlo také album Whole Lotta Red rappera Playboi Carti, u kterého byl West uveden jako výkonný producent.
V červenci–srpnu 2021 uspořádal tři veřejné přehrávky alba na stadionech (dvakrát v Atlantě, jednou v Chicagu), které sledovaly rekordní počty diváků přes Apple Music. Při poslední přehrávce vystoupili i DaBaby a Marilyn Manson. Album mělo vyjít 23. července, ale nakonec bylo vydání odloženo, přičemž podle zpráv West zůstal v Mercedes-Benz Stadium, kde si vybudoval improvizované studio, aby v něm album dokončil. Deska Donda vyšla 29. srpna 2021 a debutovala na 1. místě Billboard 200 s rekordním prodejem roku (309 000 ks; po započítání 357 milionů streamů). V žebříčku Billboard Hot 100 se umístilo 23 skladeb, nejvýše „Hurricane“ (6. příčka). Album získalo dvě Grammy – za písně „Hurricane“ a „Jail“.
West také spoluprodukoval hit „Industry Baby“ od Lil Nas X, který se stal jeho prvním number-one od roku 2011. V září 2023 uniklo třicetiminutové videoalbum Donda: With Child, režírované Vanessou Beecroft, s materiálem natočeným ve Wyomingu. Na konečné verzi alba Donda se však nakonec objevily značně upravené písně včetně nahrazení některých hostů.

### Donda 2 (2022)
V lednu 2022 oznámil, že v únoru vydá album Donda 2, jehož výkonným producentem bude Future. Nakonec ohlášené datum 22. února 2022 patřilo první veřejné přehrávce alba, která se odehrála na stadionu LoanDepot Park v Miami. West album nahrával během mediální přestřelky o představě o střídavé péči svých dětí, kdy frustraci z rozvodu dával veřejně najevo na sociálních sítích. V téže době uvedl, že se na albu nebude podílet jeho dlouholetý hudební společník Kid Cudi, který se údajně postavil na stranu Petea Davidsona. Ten byl několikrát spatřen v doprovodu Westovy exmanželky Kim Kardashian. West se do Davidsona v té době pouštěl v písních „Eazy“ od Gamea a „City of Gods“ od Fivio Foreigna. Obě písně se později objevily i na albu Donda 2. Obsah alba vydal postupně na konci února na svůj vlastní přehrávač vyvinutý se společností Stem Player, který šlo pořídit za 200 dolarů. Odmítl ho vydat na běžné streamovací služby, protože podle něj vykořisťují umělce. Po vydání také tvrdil, že v tomto duchu odmítl exkluzivní dohodu s Apple Music v hodnotě 100 milionů dolarů. Několik dní po vydání alba byl nejstreamovanějším umělcem na Spotify v USA, a to i přesto, že na něm nebylo dostupné nejnovější album.
V březnu bylo kvůli jeho kontroverznímu chování na sociálních sítích spojenému s frustrací z právě dokončeného rozvodového řízení zrušeno jeho vystoupení na 64. předávání cen Grammy. Nakonec se předávání neúčastnil ani jako host a to i přesto, že dvě ceny vyhrál. Na jaře 2022 byl ohlášen jako náhradní hlavní interpret na festivalu Coachella, kdy měl nahradit Travise Scotta. Na poslední chvíli ovšem z vystoupení vycouval, a to i přes nabídku osmi milionů dolarů, které byli organizátoři festivalu Westovi ochotni zaplatit. Na vystoupení ho následně nahradili The Weeknd se Swedish House Mafia.
V září 2022 během své módní přehlídky Yeezy Season 9 během Paris Fashion Week přehrál novou píseň „Always“, na které spolupracoval s Jamesem Blakem. Ten později potvrdil, že s Westem a producentem No I.D. nahrávali minimálně dvě další písně, jejichž dema později unikla na internet. Spekulovalo se proto o tom, zda dvojice nepřipravuje společné album, nicméně Westovy antisemitské výroky z podzimu 2022 spolupráci zastavily.

### Vultures (2023–2024)
Po sérii antisemitských výroků na podzim 2022 a sňatku s Biancou Censori se West na začátku roku 2023 stáhl z veřejného života i sociálních sítí. Na pódium se vrátil až v srpnu 2023 jako host na koncertu Travise Scotta v Římě. V říjnu uspořádal v Itálii soukromou přehrávku nového alba, které vzniklo ve spolupráci s Ty Dolla $ignem. Společný projekt s názvem Vultures nenašel podporu tradičních vydavatelství. Návrh přebalu desky vytvořil ruský návrhář Goša Rubčinskij a vychází z obrazu, který v roce 1835 namaloval Caspar David Friedrich. První singl „Vultures“ (ft. Bump J) vyvolal kontroverzi kvůli problematickému textu.
V prosinci 2023 uspořádali v Miami rave koncert, během něhož West vystoupil s černou kuklou připomínající hábit Ku-klux klanu. To vyvolalo silnou kritiku. Původně plánované prosincové vydání alba bylo odloženo, a West oznámil rozdělení projektu do tří částí (Vultures 1–3). První část Vultures 1 vyšla nezávisle 10. února 2024 a i přes komplikace se streamovacími službami debutovala na 1. místě Billboard 200 (148 000 ks). Na obalu desky je vyfocen stylizovaný West v masce a jeho manželka Censori. Všechny skladby se umístily v žebříčku Billboard Hot 100. Singl „Carnival“ (ft. Rich the Kid & Playboi Carti) se vyšplhal až na vrchol žebříčku a stal se Westovým pátým number-one hitem. Tím se stal prvním rapperem s number-one hitem ve třech různých dekádách.
V dubnu 2024 se West zapojil do rapového „beefu“ mezi Kendrickem Lamarem, Drakem a J. Colem, když vydal remix skladby „Like That“. V srpnu 2024 následovalo album Vultures 2, které debutovalo na 2. příčce Billboard 200 (107 000 jednotek; po započítání 50 milionů streamů). Duo ¥$ podniklo sérii poslechových koncertů, mj. v americkém Salt Lake City a jihokorejském Kojangu. Vrcholem turné byly dva koncerty v čínském Chaj-kchou – šlo o ojedinělé povolené vystoupení západního umělce v Číně. První koncert se vyprodal během minut a vygeneroval zisk přes 7 milionů dolarů, přičemž ekonomický dopad akce na region přesáhl 52 milionů dolarů.

### Bully a Cuck (2025)
Od druhého zvolení Donalda Trumpa prezidentem USA a hajlování Elona Muska a Steva Bannona v přímém přenosu, West zcela otevřeně začal propagovat svastiku, znovu opakovaně pronášel antisemitské výroky a nosil hábit s kuželovitou kápí Ku-klux-klanu v provedení z černé kůže. West se opakovaně dopouštěl na sociální síti X nenávistných projevů vůči Židům. Jeho projevy byly chaotické. Jednou napsal „I'm a nazi“, aby dalšího dne uvedl, že „poté, co se zamyslel, tak zjistil, že nacista není“. V různých interview a na sociální síti X tvrdil, že hudební průmysl ovládají Židé, kteří vykořisťují Afroameričany a vydělávají na lidech, kteří mají rádi černou hudbu. Současně vyjadřoval sympatie k Hitlerovi a zastával se Seana Combse obviněného z desítek až stovek sexuálních zločinů, čímž také kritizoval cancel culture.
V únoru 2025 se se svou ženou Biancou Censori objevil na červeném koberci cen Grammy. Vyvolali kontroverzi tím, že Censori na sobě měla jen poloprůhlédný tenký trikot. Podle pořadatelů ani nebyli pozváni a následně akci opustili. Westa podle médií tato kontroverze stála dva smluvené koncerty v Tokiu v hodnotě 20 milionů dolarů.
Po vydání alba Vultures 2 v září 2024 uvedl, že chystá další sólové album s názvem Bully. Album částečně nahrával během svého pobytu v Tokiu a tvrdil, že půjde o konceptuální album. V únoru 2025 oznámil, že část alba bude vytvořena s pomocí deepfake hlasu s pomocí umělé inteligence a že album vydá v červnu na narozeniny své dcery North. V březnu dodal, že album bude mít „antisemitský zvuk“. Následně sdílel alternativní přebal alba, na kterém byla svastika, a sdílel singl „World War 3“, ve kterém rapuje o tom, že je antisemita. Dne 18. března vydal pracovní verzi alba na sociální síti X, a to v několika verzích. Jedna z nich byla nahrána pod názvem Bully V1 na YouTube, kde k ní byl přidán doprovodný černobílý krátkometrážní film, ve kterém účinkuje jeho syn Saint a wrestleři z New Japan Pro-Wrestling. Singl „World War 3“ na této verzi alba nebyl.
Na začátku dubna 2025 autor podcastů DJ Akademiks sdílel seznam skladeb dalšího Westova alba s názvem WW3. Názvy skladeb, jako například „Heil Hitler“, „Hitler Ye and Jesus“, „Cosby“ nebo „Free Diddy“, vyvolaly kontroverzi. V seznamu skladeb byl také singl „World War 3“. Následně byl zveřejněn přebal alba, na kterém byly dvě postavy v červeném a bílém hábitu Ku-klux klanu. Album posléze změnilo název na Cuck. Nedokončená verze alba v polovině května unikla na internet. Výtěžek z ilegálního leaku byl věnován americkému muzeu holokaustu.
Koncem dubna vyšlo částečně přepracované album Donda 2. V roce 2022 bylo vydáno jen jako exkluzivní obsah přehrávače Stem player, nová verze vyšla na všech streamovacích službách.
V roce 2025 bylo oznámeno, že Ye vystoupí na koncertu v Bratislavě, proti čemuž vznikla petice, která zdůrazňovala zejména Westovy četné antisemitské výroky. V srpnu 2025 byl koncert přesunut do Prahy, proti čemuž vznikla petice. V červenci 2025 mu Austrálie v souvislosti s jeho oslavováním nacismu odebrala vízum.
V červnu 2025 vyšlo EP Never Stop, na kterém s ním spolupracoval King Combs, syn Seana Combse.

## Ostatní aktivity

### Podnikání
V letech 2008 až 2009 v Chicagu otevřel dvě fast-foodové restaurace řetězce Fatburger. Jeho provozní firma se jmenuje KW Foods LLC a má zakoupená práva pro celkem deset poboček. Jedna ze dvou otevřených však byla na konci roku 2010 uzavřena, v současnosti tedy provozuje pouze jednu pobočku.
V roce 2020 vypočítal časopis Forbes Westovo jmění na hodnotu 1,3 miliardy dolarů. Nejvyšší výnos činí jeho podíl z prodejů značky YEEZY.
V březnu 2021 byl na mediálním serveru Bloomberg publikován článek Kima Bhasina, který tvrdil, že podle tajného analytického dokumentu byla Westova spolupráce se značkami Adidas a GAP oceněna na hodnotu 3,2 až 4,7 miliardy dolarů. Většinu z hodnoty tvořila spolupráce se značkou Adidas. I v roce 2020 totiž prodej tenisek YEEZY rostl a roční obrat se vyšplhal na 1,7 miliardy dolarů. Hodnota desetileté spolupráce s firmou GAP byla na svém začátku odhadnuta na téměř miliardu dolarů. Spolu s dalšími aktivy a právy na svou hudební tvorbu, bylo celkové jmění odhadnuto na 6,6 miliardy dolarů, což by z Kanyeho Westa učinilo nejbohatšího Afroameričana. Brzy po zveřejnění této zprávy ovšem metodologii výpočtu zpochybnil časopis Forbes věnující se finančnictví, který uvedl, že při stanovení jmění nelze akceptovat odhady hodnoty kontraktů, které navíc ještě ani nebyly spuštěny (narážel tím zejména na spolupráci s firmou GAP). Podle časopisu Forbes lze vycházet jedině z již vykázaných zisků. Podle Forbesu činilo Westovo jmění na začátku roku 2021 „jen“ 1,8 miliardy dolarů.
V roce 2021 oznámil, že v následujícím školním roce otevře v Simi Valley v Kalifornii svou soukromou mateřskou, základní a střední školu Donda Academy. Na středoškolské úrovni se chce zaměřit zejména na vyhledávání a přípravu basketbalových talentů. West u této příležitosti také představil vlastní kolekci basketbalové obuvi Adidas Yeezy BSKTBL.
V roce 2022 časopis Forbes odhadl jeho jmění na 2 miliardy dolarů, čímž byl West celosvětově nejbohatším hudebním umělcem a jedním z nejbohatších lidí světa. V říjnu 2022 West pronesl několik antisemitských prohlášení, za což s ním rozvázaly spolupráci společnosti Adidas, GAP, Balenciaga nebo Def Jam. Podle Forbesu tím kleslo Westovo jmění na odhadem 400 milionů dolarů.
V říjnu 2023 se objevila zpráva, že West prostřednictvím svých firem zažádal o registraci ochranné známky k pojmu „Yews“, u kterého se spekulovalo, že jde o kombinaci jeho jména „Ye“ a slova „Jews“, které v překladu znamená Židé. V prosinci 2023 spustil novou informační platformu s názvem Yews (resp. Yews-News). V době spuštění byla dostupná jen z mobilních zařízení. Činnost platformy byla ukončena již v červnu 2024.
V únoru 2025 mu e-commerce společnost Shopify vypnula jeho e-shop, na kterém prodával své kolekce oblečení a alba. Společnost e-shop vypnula v momentě, kdy na něm West prodával pouze triko se svastikou, které mělo katalogové označení HH-01. West obsah e-shopu nahradil po sérii antisemitských tweetů, ve kterých například vyjádřil obdiv k Hitlerovi. West současně přišel i o své agenturní zastoupení, když mu talentová agentura 33 & West kvůli výrokům vypověděla kontrakt.

### Design a móda

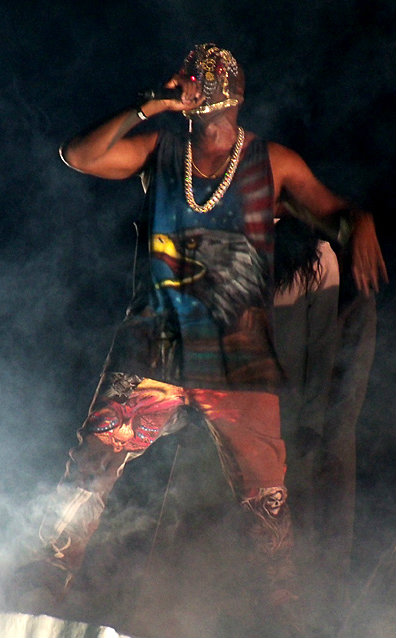
Kanye West při vystoupení na Yeezus Tour. (2013)

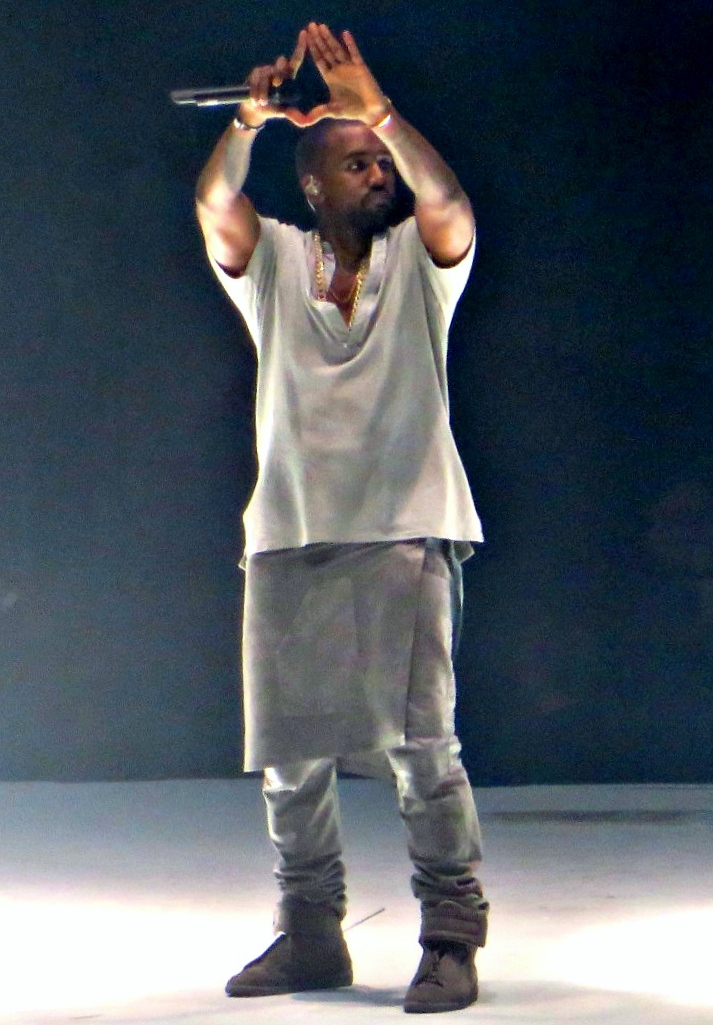
Kanye West při vystoupení na Yeezus Tour. (2013)

V roce 2004 se snažil založit módní značku Mascotte by K West. Ta ale zůstala jen na papíře. Následně od roku 2005 připravoval svou první módní značku nazvanou Pastelle. První kolekci tvořil čtyři roky než činnost značky ukončil. Známou se stala zejména ikonická bunda z roku 2008, která se později přeprodávala za tisíce dolarů. V Pastelle toho času zaměstnával začínající designéry, kterými byli Virgil Abloh, Don C, Willo Perron a Matt George. Konzultanta značce dělal módní designér Kim Jones. S distribucí mu měla pomáhat značka BAPE Pharrella Williamse. Se značkou BAPE West jednorázově spolupracoval v roce 2007 na botách Kanye West x Bape "Dropout Bear" Bapesta.
Na neúspěchu značky Pastelle se také podepsal incident z MTV Music Awards 2009, během kterého West vtrhl na pódium a přerušil ocenění Taylor Swift s tím, že její cenu si více zasloužila Beyoncé. Následná mediální kritika, do které se zapojil i tehdejší prezident Barack Obama, se podepsala na ohrožení a dočasném přerušení Westovy kariéry. West například přišel i o plánované společné světové turné s Lady Gaga s názvem Fame Kills: Starring Kanye West and Lady Gaga. Během mediální kritiky se West rozhodl stáhnout a věnovat se rozvoji svého módního snu. Brzy poté, stále v roce 2009, se v Římě zúčastnil stáže v módním domě Fendi. Spolu s ním dělal stážistu také Virgil Abloh. Duo navrhlo pro Fendi několik produktů včetně kožených kalhot ve stylu jogger, ale všechny návrhy byly zamítnuty. Proniknutí do módního světa přineslo Westovy spolupráci na kolekci bot pro luxusní módní značku Louis Vuitton.
V roce 2009 vytvořil kolekci bot pro Nike nazvanou Air Yeezy, pár se prodával za 215 dolarů a celkem bylo vyrobeno tři tisíce kusů. Po úspěchu první kolekce, u které se cena díky limitované sérii vyšplhala až na deseti násobek původní ceny, se vedení firmy Nike rozhodlo vydat novou sérii. Kolekce Air Yeezy II byla představena v roce 2012. Tato druhá kolekce obsahovala pět set párů v každé ze tří barevných variant. Jeden pár se díky omezenému počtu kusů prodal i za devadesát tisíc dolarů. Poslední ze tří variant s názvem Red Octobers byla nečekaně vydána v únoru 2014. Celá edice byla vyprodána za jedenáct minut. V roce 2021 šel do aukce prototyp bot Nike Air Yeezy I, který West měl na sobě během svého vystoupení na předávání cen Grammy v roce 2008. Boty byly vydraženy v aukční síni Sotheby's za 1,8 milionu dolarů, což vytvořilo nový aukční rekord za pár tenisek.
Roku 2011 vytvořil módní značku dámského oblečení DW Kanye West. První kolekci představil na Paris Fashion Week v říjnu 2011. U kritiků byla přijata negativně. V červenci 2012 představil svou druhou kolekci, která již byla přijata lépe. V následujících letech pravidelně vytvářel další módní kolekce.
V lednu 2012 založil kreativní agenturu s názvem Donda, ve které se s týmem profesionálů zaměřuje na všechny sféry designu. Ihned při založení se kreativním ředitelem stal Virgil Abloh. Firma se měla postupně rozrůst do nejrůznějších oborů umění, ale také architektury, vývojářství, managementu nebo práva. Nicméně v prvních deseti letech existence firma produkovala spíše jen design pro alba, turné, videoklipy a marketingové kampaně Westa a jeho labelu Good Music.
West v roce 2013 obměnil celý šatník své tehdejší přítelkyně a budoucí manželky Kim Kardashian. Přesvědčil ji k minimalistickému stylu a nošení modelů od předních světových návrhářů. Díky této změně obdržela toho roku svou první pozvánku na prestižní přehlídku Met Gala coby Westův doprovod. O rok později již dostala vlastní pozvánku. West byl také zapojen do navrhování produktů značky SKKN by Kim. Kim Kardashian později uvedla, že West byl také „neoficiálním kreativním ředitelem“ její značky SKIMS v době, kdy byla uvedena na trh. West v následujících letech využíval rychle rostoucí vliv Kim Kardashian a jejích sester na Instagramu, kde mu coby influencerky propagovaly produkty jeho značky Yeezy.
V roce 2013 podepsal smlouvu se společností Adidas, pro kterou navrhl celou jednu kolekci v řadě Adidas Originals. Měla být představena již v září 2014, ale termín nebyl dodržen a nový byl stanoven na zimu 2014. Ani ten však nebyl splněn. Do té doby se navíc výrazněji mluvilo jen o botách s pracovním názvem YEEZi. V únoru 2015 bylo zveřejněno, že Westova nová kolekce s názvem Yeezy Season 1 bude vydána na podzim 2015. V polovině února 2015 byly vydány nové boty s názvem Yeezy 750 Boost. Šlo o limitovanou edici o devíti tisících párech, každý za 350 dolarů. Dle cen, které zvolila společnost Adidas, se celkově jedná o luxusní módní kolekci s cenami od 430 do 4 000 dolarů. U značky Adidas vydal i řadu dalších modelů tenisek Yeezy, vždy šlo o lukrativní a rychle rozprodané zboží.
Westova značka bot YEEZY byla jednou z nejprodávanějších značek. Jen za rok 2019 se obrat z prodeje bot YEEZY vyšplhal na 1,5 miliardy dolarů. Tento úspěch stál za jeho rekordně ziskovým rokem, kdy v roce 2019 vydělal 150 milionů dolarů a poprvé se tak (dle žebříčku časopisu Forbes) stal nejvýdělečnějším hip-hopovým umělcem roku. Za rok 2019 byl s výdělkem 150 milionů dolarů celkově druhým nejvýdělečnějším hudebním umělcem roku. Více vydělala jen zpěvačka Taylor Swift. V září 2022 uvedl, že plánuje ukončit spolupráci se značkou Adidas a vytvořit si vlastní značku. V říjnu 2022 s ním společnost Adidas, po Westových antisemitských projevech, rozvázala kontrakt a ukončila veškerou spolupráci. Kvůli rozpadu spolupráce, a dalším okolnostem na trzích, snížila v listopadu 2022 společnost Adidas odhad ročního čistého zisku z běžné činnosti o polovinu (z 500 milionů eur na 250 milionů eur). Kvůli zhoršenému ekonomickému výhledu se v Adidas v květnu 2023 rozhodli vyprodat již vyrobené kusy značky Yeezy, které stáhli z prodeje v říjnu 2022. Část ze zisku chce Adidas věnovat neziskovým organizacím Anti-Defamation League a Philonise & Keeta Floyd Institute for Social Change. V prvním dni výprodeje se údajně prodalo přes 600 tisíc kusů tenisek Yeezy, na čemž měl West vydělat 25 milionů dolarů. Adidas ve finanční zprávě k hospodaření za třetí čtvrtletí roku 2023 uvedl, že znovuspuštění prodeje produktů Yeezy vygenerovalo obrat ve výši 158,5 milionu dolarů. Díky tomu firma výrazně zlepšila svůj ekonomický výhled za rok 2023, kdy snížila očekávanou ztrátu o tři čtvrtiny objemu (tj. o cca 370 milionů dolarů). Společnost si také výrazně polepšila na burze, kdy se hodnota jejích akcií zvedla o 34 % oproti začátku roku.

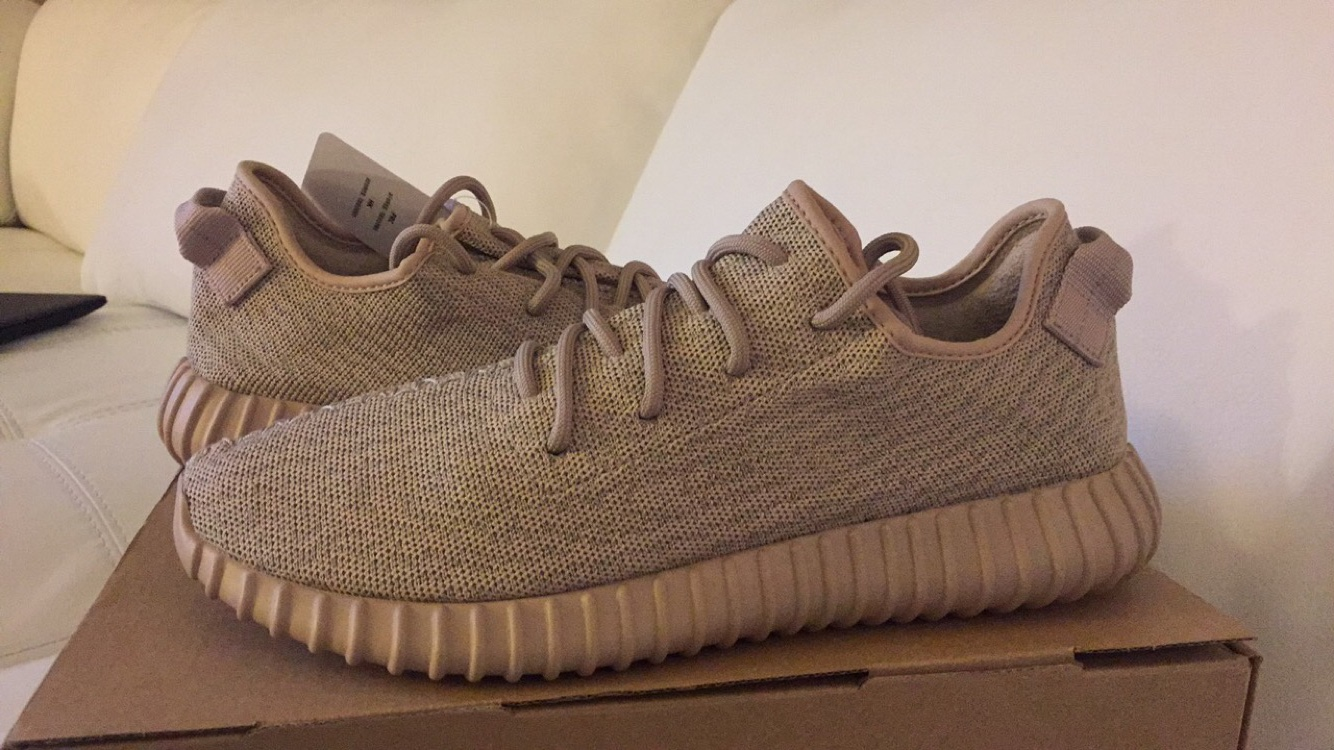
Adidas Yeezy Boost "Oxford Tan". (2015)

V roce 2020 podepsal desetiletou dohodu o spolupráci s oděvní značkou a obchodním řetězcem GAP. První edice oblečení YEEZY GAP šla do prodeje v roce 2022. Firma si od spolupráce slibovala pravidelný roční obrat v hodnotě jedné miliardy dolarů (tj. asi pětinu celkového obratu). V září 2022 West prohlásil, že od dohody s GAP ustupuje a to z důvodu porušení smlouvy ze strany firmy. Tu vinil například z toho, že neotevřela žádnou specializovanou prodejnu Yeezy GAP a porušila podmínky distribuce. V říjnu 2022 společnost GAP, v reakci na Westovy antisemitské projevy, ukončila spolupráci, stáhla z prodeje společné výrobky a vypnula provoz e-shopu specializovaného na produkty YeezyXGAP. Ze stejných příčin s ním v téže době ukončila spolupráci i módní značka Balenciaga.
V prosinci 2023 bylo oznámeno, že se novým hlavním designérem značky Yeezy stává návrhář Goša Rubčinskij. V únoru 2024 začal prodávat novou kolekci oblečení Yeezy na svém vlastním webu. Veškeré výrobky prodával za jednotnou cenu 20 dolarů, což byla jeho dlouholetá vize, kterou nemohl u Adidas naplnit. V únoru 2025 Goša Rubčinskij oznámil konec spolupráce s Westem.

### Filantropie
Roku 2003 založil vlastní nadaci nazvanou Kanye West Foundation (někdy zvanou „Donda West Foundation“). Ta se snažila pomoci menšinám v USA se vzděláváním. Kanye West do ní vložil 500 000 USD. Nadace ukončila činnost v dubnu 2011.
V roce 2012 se podílel na spuštění nové nadace s názvem Donda’s House. Tu od začátku vedl chicagský rapper Rhymefest. Nadace nevykazovalo přílišnou činnost a nedařilo se jí získávat sponzory. Mezi několika známými aktivitami bylo pořádání festivalu Aahh! Fest v letech 2014 a 2016, nebo zakoupení Westova rodného domu, ze kterého mělo vzniknout kulturní centrum. Po sporech z roku 2018 West odešel z představenstva nadace a Rhymefest ji přejmenoval na Art of Culture, Inc.
West se účastnil či spolupracoval na celé řadě benefičních koncertů a akcí. Například pro oběti hurikánu Katrina, pro fond Kanye West Foundation, Millions More Movement, 100 Black Men of America, Live Earth, pro pochod World Water Day, dobročinné běhy firmy Nike a pro oběti hurikánu Sandy.
V lednu 2019 daroval 10 milionů dolarů na realizaci land art projektu umělce Jamese Turrella observatoře ve vulkanickém Roden Crater. West zde později natočil doprovodný film k albu Jesus is King. V červnu 2020, po smrti George Floyda a následujících protestech, daroval dva miliony dolarů jeho pozůstalým a také rodinám dalších obětí policejního násilí Ahmauda Arberyho a Breonny Taylor. Dar zaplatil právní výlohy rodin a také stačil na pokrytí plného vysokoškolského stipendia pro dceru Floyda.
Po smrti rappera DMX v dubnu 2021 vystoupil se svým sborem Sunday Service na jeho pohřbu v Barclays Center v Brooklynu. Současně navrhl ve spolupráci se značkou Balenciaga limitovanou edici vzpomínkového trička, kterou dal k prodeji za 200 dolarů za kus. Během jednoho dne se edice vyprodala a West takto vybral téměř milion dolarů, které věnuje rodině zesnulého rappera.

### Politika
V září 2005 během živého dobročinného vysílání stanice NBC pro oběti hurikánu Katrina West pronesl: „George Bushe nezajímají černoši“. Kritizoval tím tehdejšího republikánského prezidenta George W. Bushe ohledně systémových příprav na živelní pohromy v New Orleans a následného rozdělení pomoci. Bush později uvedl, že šlo o jeden z nejhorších momentů jeho prezidentství. Protože začal být otevřeně označován za rasistu. V roce 2010 West zpětně uvedl, že neměl dostatečné právo říkat o Bushovi, že je rasista. V jiných rozhovorech zase uvedl, že Bush byl v roce 2005 asociální.
V roce 2014 věnoval 15 tisíc dolarů Národnímu výboru Demokratické strany. V červenci 2015 poté daroval 2700 dolarů na prezidentskou kampaň Hillary Clinton.
Na konci srpna 2015 oznámil svou kandidaturu na prezidenta USA pro volby roku 2020. Učinil tak během proslovu na předávání cen MTV Video Music Awards. V průběhu následujících let se ale k tomuto vyjádření nevracel.
V srpnu 2017 se setkal s republikánským prezidentem Donaldem Trumpem. V dubnu 2018 ho na Twitteru oficiálně podpořil. V sérii tweetů později uvedl, že v Trumpovi vidí mnoho dobrého a přínosného pro občany. Nicméně vyjasnil, že se necítí jako republikán a že stejně jako obdivuje Trumpa, obdivuje i demokratku Hillary Clinton. Ve stejné době tweetnul i rok „2024“, což vedlo ke spekulacím, že v roce 2020 kandidovat nebude. Později potvrdil, že proti Trumpovi kandidovat nebude.
V průběhu roku 2018 na několika veřejných vystoupeních nosil červenou čepici se sloganem z Trumpovy kampaně „Make America Great Again“. V říjnu 2018 byl pozván do Bílého domu na pracovní oběd s prezidentem. Během rozhovoru se vyznal z obdivu k Trumpovi a jeho politice, ve které staví na první místo Američany. Dále vysvětlil, že nošení čepice z Trumpovy kampaně mu dodává vnitřní sílu. Současně se přidal k prezidentově kritice liberálních médií a celebrit, a již poněkolikáté zkritizoval obecnou představu, že by Afroameričané měli být jen Demokraty.

#### Kandidatura na prezidenta USA 2020

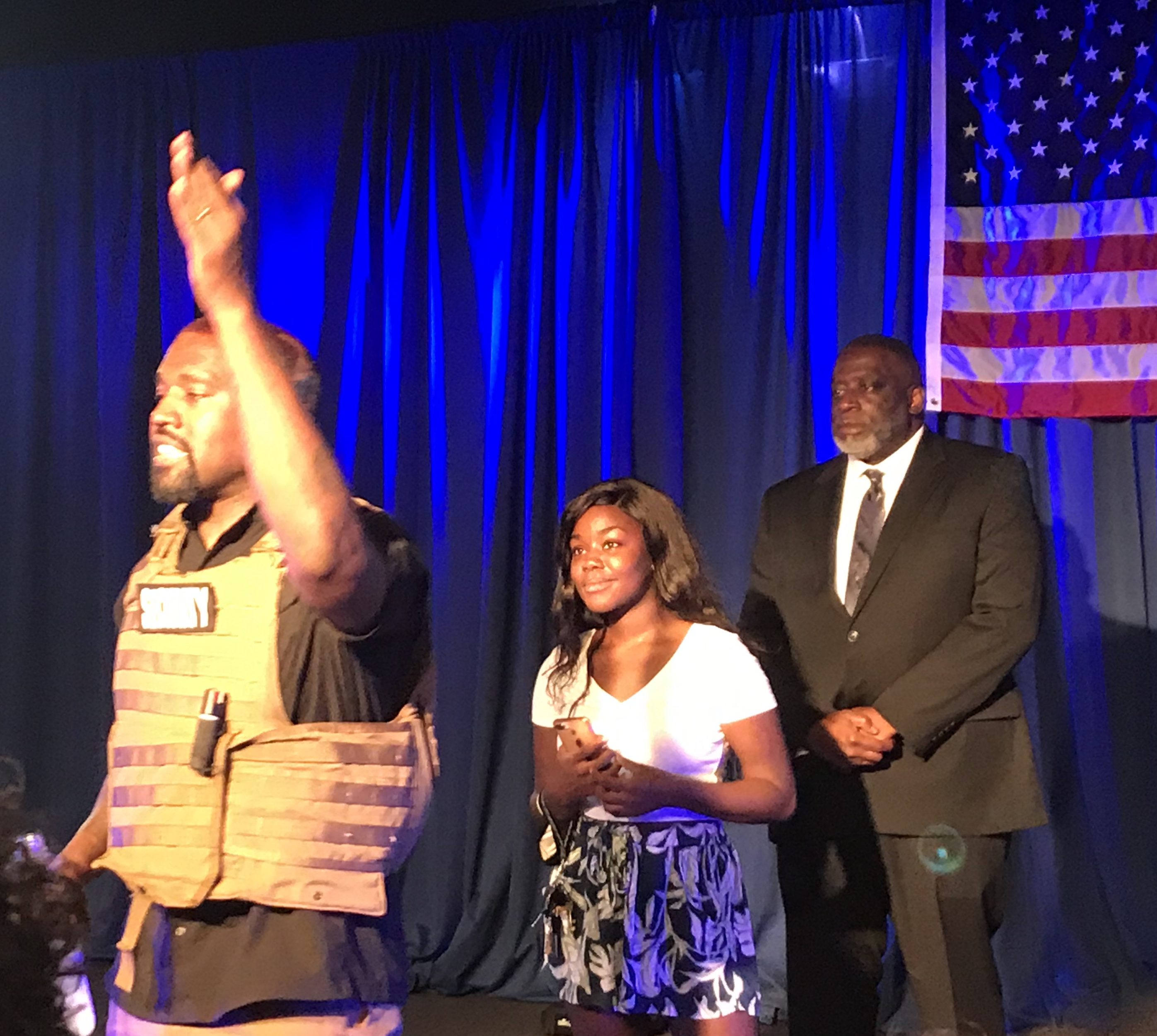
Kanye West během svého předvolebního mítinku v Jižní Karolíně (2020).

V červenci 2020, na Den nezávislosti, na Twitteru oživil svůj úmysl kandidovat ještě v roce 2020. Podle zpravodajství CNN ovšem čtyři měsíce od voleb neměl již šanci stihnout potřebné formality pro kandidaturu pod nominací politické strany a v nejméně čtyřech státech ani jako nezávislý kandidát. Podle nejmenovaného zdroje Kanye West během prohlášení trpěl manickou epizodou, která je projevem jeho bipolární poruchy. Ačkoliv to vypadalo, že West reálně o kandidatuře neuvažuje, vyšlo najevo, že si v několika státech najal lidi, aby sbírali podpisy pro jeho kandidaturu. Během července se West oficiálně zapsal coby nezávislý kandidát své strany Birthday Party u Federal Election Commission, čímž oficiálně zahájil svou kandidaturu. Jako první se poté, co zaplatil vstupní poplatek 35 000 dolarů, který je alternativou při nesesbírání dostatečného počtu podpisů, registroval k volbám v Oklahomě. Jako kandidátku na viceprezidentku si zvolil lokální kazatelku Michelle Tidball. Jeho kandidaturu podpořil Elon Musk. V prvním průzkumu z poloviny července 2020 přeskočil ostatní nezávislé kandidáty a umístil se na třetím místě za Trumpem a Bidenem se ziskem 2 % hlasů.
Westovy politické postoje obsahují mix křesťanství, pravicového populismu, konzervatismu a podpory afroamerické komunity. V rozhovoru pro časopis Forbes z července 2020 uvedl, že je proti potratům a proti trestu smrti, a to z důvodu božího přikázání Nezabiješ! Jako svou prioritu uvedl také ukončení policejní brutality. Dále podpořil právo na legální držení zbraní nebo zachování náboženské výchovy ve školách.
Jeho první předvolební mítink, konaný v Jižní Karolíně, vyvolal vlnu kontroverze a obav o jeho duševní stav. Před shromážděný dav vystoupil v červenci v neprůstřelné vestě a s vyholeným rokem 2020 na hlavě. Během hodinového vystoupení například zpochybnil, že by Harriet Tubmanová kdy zachránila byť jediného člověka z otroctví. Vrchol ovšem nastal, když West prozradil osobní detaily z těhotenství své matky Dondy i ženy Kim Kardashianové. Když ho matka čekala, údajně jeho otec chtěl, aby podstoupila interrupci. Stejný požadavek měl mít i West během prvního těhotenství Kim. Ta se ovšem rozhodla holčičku North donosit a porodit. Kanye to označil za Boží plán a následně propukl v pláč a emotivně křičel, že málem zabil svou holčičku. Někteří komentátoři to označili za emociální zhroucení v přímém přenosu a znovu upozornili, že West může trpět epizodou spojenou s jeho bipolární poruchou a měl by vyhledat odbornou pomoc.
V první polovině srpna se dokázal registrovat k volbám pouze ve třech státech USA (vedle Oklahomy to byly ještě Colorado a Vermont). Naopak termín k registraci propásl v 26 státech (včetně Kalifornie, New Yorku nebo Texasu). Kvůli tomu bylo již matematicky nemožné, aby obdržel dostatek hlasů sborů volitelů k výhře ve volbách. V kampani však nadále pokračoval, což vedlo ke spekulacím, že jeho cílem bylo rozdělit hlasy Afroameričanů, a tím pomoci Donaldu Trumpovi (R) ke znovuzvolení. Měsíc před volbami se dokázal registrovat k volbám jen v 12 státech. V ostatních buď zmeškal termín registrace (29 států), nebo byla jeho registrace odmítnuta z důvodu nesplnění podmínek (9 států). V říjnu byl zvolen coby kandidát na viceprezidenta na kalifornské volební listině American Independent Party (AIP), údajně opět s cílem ubrat voliče Demokratům. V téže době zveřejnil svůj první předvolební klip, ve kterém vyzval voliče, aby ho dopisovali na volební lístky, na kterých nebude. Usiloval tím o zvolení coby tzv. write-in kandidát. Tuto možnost ovšem řada amerických států neumožňuje, jiné sice ano, ale pouze po předchozí registraci. Do své kampaně investoval šest milionů dolarů. Dalších osm milionů dolarů si vypůjčil.
Ve volbách získal 68 000 hlasů (tj. cca 0,04 %). Nejvíce z nich - 10 000 - obdržel ve státě Tennessee. Celkově skončil na sedmém místě.

#### Kandidatura na prezidenta USA 2024
V říjnu 2022 nosil na své módní přehlídce na Paris Fashion Week tričko s kontroverzním nápisem White Lives Matter. Po vlně kritiky, která se na něj snesla, napsal na svých profilech na sociálních sítí příspěvky s antisemitským vyzněním, za což dostal na Instagramu a Twitteru ban. V reakci oznámil, že hodlá koupit sociální síť Parler, která neblaze proslula jako místo pro příznivce krajní pravice a konspiračních teorií. Koupí údajně chtěl bojovat proti omezování svobody slova, kultuře rušení a cenzuře. Nicméně k odkupu nakonec nedošlo. Kvůli antisemitským výrokům přišel o spolupráci se společnostmi Adidas, GAP a Balenciaga. Nahrávací společnost Def Jam Recordings rozvázala distribuční kontrakt s Westovým labelem GOOD Music. V téže době se začal spojovat s konzervativní politickou komentátorkou a aktivistkou Candace Owensovou. Právě s ní nosil tričko White Lives Matter a podpořil její dokumentární film The Greatest Lie Ever Sold: George Floyd and the Rise of BLM. Při propagaci filmu označil hnutí Black Lives Matter za podvod a tvrdil, že George Floyd zemřel na předávkování fentanylem spíše než na brutální zákrok policisty.
V listopadu 2022 se sešel spolu s kontroverzním komentátorem a bývalým youtuberem Nickem Fuentesem, který nechvalně proslul svým antisemitismem a popíráním holokaustu, s Donaldem Trumpem, kterému nabídl společnou kandidaturu v prezidentských volbách 2024. Trump tuto nabídku odmítl. Kanye West následně veřejně oznámil, že bude znovu kandidovat na prezidenta USA. Za šéfa kampaně si zvolil komentátora z alternativní pravice Milo Yiannopoulose. V prosinci 2022 v rozhovoru s dezinformátorem Alexem Jonesem uvedl, že odkaz nacistů a Adolfa Hitlera vnímá i pozitivně, a to zejména pro tehdy učiněný technický pokrok. V téže době zveřejnil na Twitteru svastiku vedle Davidovy hvězdy, za což dostal dočasný ban. Současně v rozhovoru s Gavinem McInnesem, zakladatelem krajně pravicové organizace Proud Boys, uvedl, že by Židé měli Hitlerovi již odpustit. A dodal, že dostupná interrupce je novodobý holokaust. Později se zmínil, že věří v konspirační teorii o Novém světovém řádu vedeném sionistickými Židy. V prosinci 2022 ho nezisková watchdog organizace StopAntisemitism.org vyhlásila antisemitou roku. Stejně ho otitulovala i židovská lidskoprávní organizace Centrum Simona Wiesenthala.
V říjnu 2023 Westův právník ohlásil, že West ukončuje svou kampaň za zvolení prezidentem USA. Voleb by se tak neměl účastnit.
Na konci roku 2023 zveřejnil na sociálních sítích X a Instagram v hebrejštině omluvu Židům. A to jen dva týdny od svých posledních antisemitských výroků.

## Osobní život

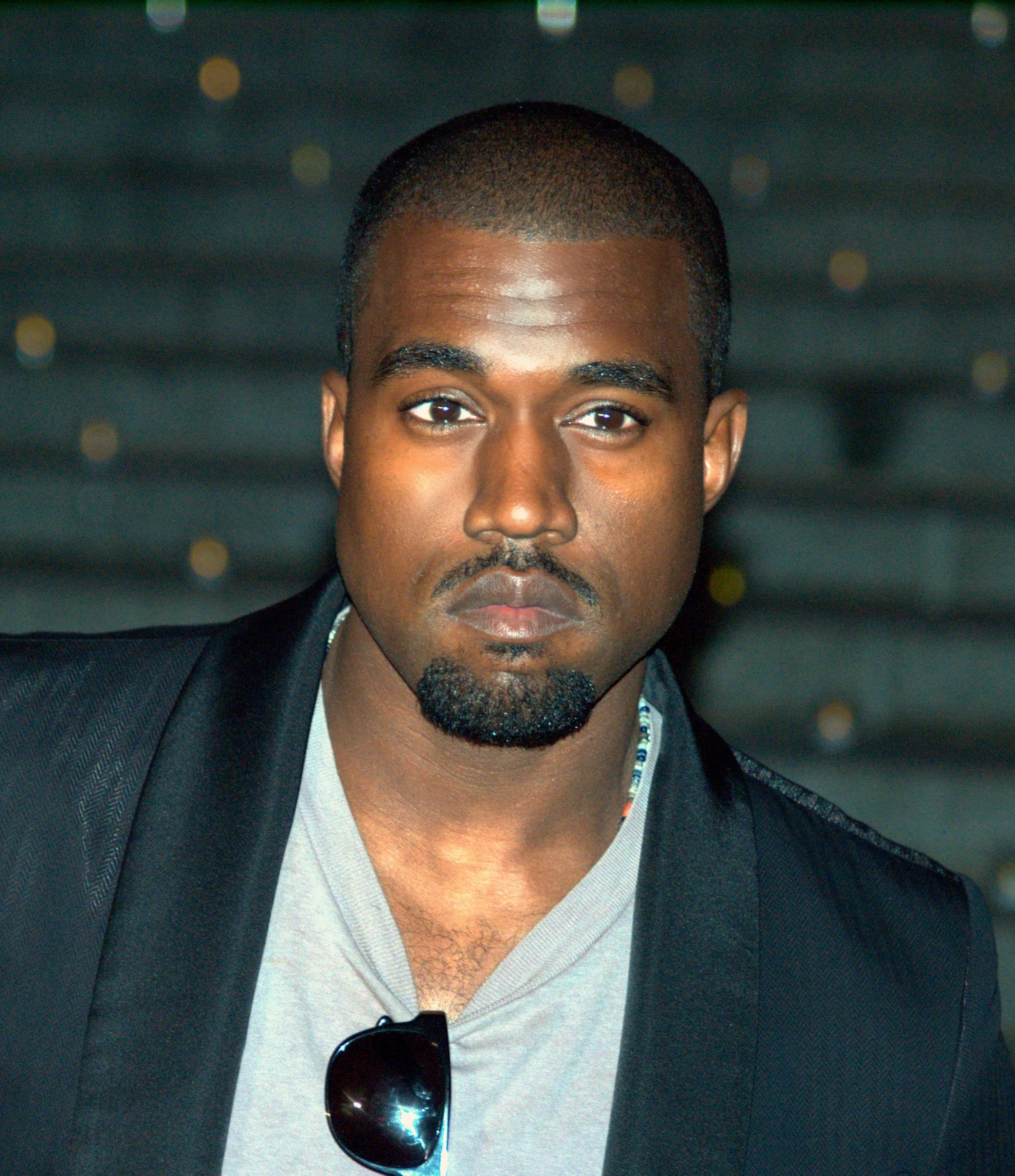
Kanye West na filmovém festivalu v Tribece (2009)

### Vztahy a rodina
Mezi lety 2002 a 2008 se stýkal s designérkou Alexis Phifer, se kterou byl dva roky zasnouben. Phifer West později označil za svou „první stylistku“, která mu pomohla „vytvořit módní styl“.
Mezi roky 2008 a 2010 se stýkal s modelkou Amber Rose.
Od dubna 2012 žil s Kim Kardashian, která dne 15. června 2013 porodila holčičku, kterou pojmenovali North. Dítě se narodilo pět týdnů před řádným termínem. V říjnu 2013 se zasnoubili. Svatební obřad proběhl 24. května 2014 ve Forte di Belvedere, ve Florencii, Itálie. V prosinci 2015 se jim narodilo druhé dítě, chlapec Saint. V lednu 2018 se páru narodila dcera Chicago, a to v rámci náhradního mateřství. V květnu 2019 do rodiny přibyl chlapec Psalm, opět díky náhradnímu mateřství.
West poprvé potkal Kim Kardashian kolem roku 2004 na natáčení videoklipu k písni „Talk About Our Love“ od zpěvačky Brandy. Kim Kardashian tehdy působila coby osobní stylistka a asistentka zpěvačky. West později přiznal, že právě zde ho začala přitahovat. Podruhé si ji vyžádal do pilotního dílu loutkové pořadu Alligator Boots, který natáčel v roce 2007. Rapovou a sprostou verzi The Muppet Show připravoval s rapperem Rhymefestem. West v pilotním díle hrál ve skeči parodujícím Star Wars, přičemž chtěl do role princezny Leiy právě Kim Kardashian, která tehdy nebyla příliš známá. Stanice Comedy Central pořad odmítla, takže pilotní epizoda zůstala neodvysílána. V roce 2010 se West poprvé objevil v pořadu Držte krok s Kardashians.
V červenci 2020 West uvedl, že chtěl po své ženě, aby šla s jejich prvním dítětem na potrat. Brzy poté ji na Twitteru obvinil z nevěry s rapperem Meek Millem. Kim Kardashianová uvedla, že šlo o projev Westovy duševní poruchy, nicméně údajně začala zvažovat rozvod, o kterém West dle svých slov uvažoval již od roku 2019. V polovině února 2021 podala Kim Kardashian žádost o rozvod. V té zažádala o střídavou péči svých čtyř dětí. V posledním roce před podáním žádosti o rozvod žil pár odděleně, Kanye West na ranči ve Wyomingu a Kim Kardashian v Calabasas u Los Angeles. Rozvod byl potvrzen na začátku března 2022. V téže době West slovně útočil na Kim Kardashian a Petea Davidsona, se kterým se začala stýkat. Svou frustraci z rozvodu ventiloval na sociální síti Instagram i v písních a videoklipech (např. ve videoklipu k písni „Eazy“,v němž unesl a zavraždil plastelínovou postavu Davidsona). Kvůli útokům a obtěžování byl Westův účet na Instagramu v polovině března dočasně zablokován. V listopadu 2022 se u soudu domluvili, že děti budou svěřeny do střídavé péče, přičemž ale hlavním domovem pro ně bude bydliště Kim Kardashian. Kanye West souhlasil s vyplácením alimentů ve výši 200 000 dolarů měsíčně.
Na Vánoce 2021 potkal herečku a modelku Julii Fox, se kterou byli necelé dva měsíce pár. Brzy poté se začal stýkat s Chaney Jones. V lednu 2023 média informovala, že se West oženil s Biancou Censori, architektkou, která od roku 2020 pracovala pro Westovu společnost Yeezy. Pár se sezdal na soukromé svatbě, ale spekulovalo se, že nemělo dojít k úřednímu stvrzení sňatku. Později bylo potvrzeno, že se pár oficiálně sezdal v prosinci 2022.

### Změna jména
V říjnu 2021 mu kalifornský soud potvrdil změnu jména z Kanye Omari West na prosté Ye. V únoru 2024 si na Instagramu nechal změnit profilové jméno z „KanyeWest“ na „Ye“, přičemž uvedl, že preferuje své nové jméno.

### Vzdělání
Po složení maturity získal v roce 1997 stipendium pro studium na soukromé vysoké škole American Academy of Art v Chicagu, kde navštěvoval hodiny malování. Brzy poté ze školy odešel a začal studovat angličtinu na Chicago State University. Téhož roku byl ze školy vyloučen. West jako odůvodnění udává, že nezvládal sladit studium se svou ambicí prosadit se v hudbě.
V květnu 2015 získal čestný doktorát v oboru krásných umění od soukromé vysoké školy School of the Art Institute of Chicago (SAIC). Zařadil se tím mezi osobnosti, jako jsou Yoko Ono, Jeff Koons, Patti Smith, Ed Harris a Marina Abramović, kteří také obdrželi čestný doktorát od SAIC. Na konci roku 2022 mu byl čestný doktorát odejmut v důsledku opakovaných antisemitských výroků.

### Problémy se zákonem
V prosinci 2006 byl žalován Evelem Knievelem za zneužití ochranné známky ve videoklipu k písni „Touch the Sky“. Spor byl nakonec urovnán mimosoudně.
V září 2008 byli West a jeho bodyguard Don Crowley zatčeni při incidentu s paparazzi na letišti Los Angeles International Airport. Brzy byl propuštěn na kauci. Nakonec se obvinění k soudu nedostalo. V listopadu 2008 byl znovu zadržen po dalším incidentu s paparazzi fotografem v anglickém městě Gateshead. Byl však okamžitě bez obvinění propuštěn.
V červenci 2013 se opět na letišti LAX dostal do konfliktu s paparazzi fotografem, kterému se pokusil vytrhnout fotoaparát. Později byl obviněn z pokusu o krádež. U soudu byl však viněn z přečinu ublížení na těle. V listopadu 2013 byl shledán nevinným, ale protistrana se odvolala. V březnu 2014 byl Kanye West odsouzen ke dvouleté podmínce, povinné účasti na kurzech zvládání hněvu a ke 250 hodinám obecně prospěšných prací.
V lednu 2014 mu hrozilo obvinění z napadení osmnáctiletého muže, který měl osobně vulgárně urazit jeho snoubenku Kim Kardashian. Incident se odehrál v čekárně chiropraktika v Beverly Hills, Kanye West se rozhodl spor vyřešit mimosoudně, když muži nabídl odškodnění ve výši 250 000 dolarů.
V červnu 2024 ho zažalovala jeho bývalá osobní asistentka Lauren Pisciotta za údajné sexuální obtěžování, kterého se měl dopustit v roce 2021. Pisciotta v té době měla profil na platformě OnlyFans. West, který si právě procházel křesťanským znovuzrozením, ji za úplatu přiměl si účet zrušit. Poté ji však měl zasílat obtěžující zprávy a fotografie. Jednou před ní měl masturbovat. V roce 2022 ji West povýšil na šéfku týmu zaměstnanců, ale následujícího měsíce ji propustil, údajně bez proplacení smluveného odchodného. West obvinění odmítl. Poté, co byl v září 2024 zatčen Sean „Diddy“ Combs a byly medializovány jeho obvinění ze stovky sexuálních zneužití, Lauren Pisciotta v říjnu doplnila svou žalobu. V dodatku obvinila Westa, že ji během nahrávání v Diddyho studiu podstrčil nápoj obsahující drogu a následně ji měl znásilnit. Pisciotta uvedla, že se po napití cítila omámeně a následně si z noci nic nepamatovala. Podezření ze znásilnění získala až později, kdy měl West dělat dvojznačné narážky na tuto událost.
West byl opakovaně žalován za neoprávněné použití částí písní ve svých samplech. Podle federálních záznamů byl do roku 2024 takto žalován nejméně čtrnáctkrát. V roce 2008 byl například žalován za použití samplu z písně „Upon This Rock“ z písně Joea Farrella v písni „Gone“. Spor byl vyrovnán mimosoudně. V roce 2011 následoval spor s hudebníkem Sylem Johnsonem ohledně použití samplu z písně „Different Strokes“ na písni „The Joy“. Spor byl opět vyrovnán mimosoudně. O rok později vedl neúspěšný spor Robert Poindexter, který kvůli vlastním procesním chybám u soudu neuspěl. V roce 2013 prohrála rodina hudebníka Davida Pryora spor ohledně využití samplu z písně „Bumpin’ Bus Stop“ ve Westově hitu „Gold Digger“. Podle soudu byl úryvek natolik krátký, že ho běžné posluchačstvo ani nepostřehne. V roce 2016 následovala žaloba od Gábora Pressera ze skupiny Omega, který Westa žaloval za neoprávněné užití samplu z písně „Gyongyhaju Lany“ v písni „New Slaves“. Spor byl vyřešen mimosoudně. V roce 2019 byl zažalován hned několikrát, přičemž většinu případů vypořádal mimosoudně. V roce 2024 byl žalován za použití samplu písně „I Feel Love“ od Donny Summer v písni „Good (Don’t Die)“. Spor byl vyřešen mimosoudně; West ale tentokrát nedostal zpětné povolení píseň vydat. V roce 2024 čelil ještě několika dalším žalobám.

### Duševní zdraví
Od roku 2015 se v několika písních přiznal k užívání antidepresiva Escitalopramu.
V listopadu 2016 zažil během vystoupení na svém koncertu psychotickou epizodu, během které například prohlásil: „Jay-Z, zavolej mi kámo. Proč mi nevoláš? Jay-Z, vím, že máš zabijáky. Prosím, neposílej je na mě. Prosím, buď chlap a zavolej mi.“ Koncert byl předčasně ukončen a West byl druhého dne hospitalizován v UCLA Medical Center s příznaky halucinací a paranoie. Jako oficiální důvody ukončení koncertu byly uvedeny spánková deprivace a dehydratace, nicméně došlo ke zrušení dalších 21 koncertů v rámci tour, přičemž byla na škodu využita Westova pojistka, což vyvolalo dohady, že důvody musely být závažnější. Z nemocnice byl propuštěn po deseti dnech.
V jednom interview v roce 2018 prohlásil, že se v roce 2016 stal závislým na opiátech, které mu byly předepsány poté, co podstoupil liposukci. To a další zážitky mohly být spouštěčem pro projevy duševní poruchy.
V roce 2018 impulzivně vydal album s názvem Ye, na kterém zveřejnil, že trpí bipolární poruchou. Později tuto diagnózu v jiných rozhovorech zase popřel.

## Diskografie

### Studiová alba
- 2004: The College Dropout
- 2005: Late Registration
- 2007: Graduation
- 2008: 808s & Heartbreak
- 2010: My Beautiful Dark Twisted Fantasy
- 2013: Yeezus
- 2016: The Life of Pablo
- 2018: Ye
- 2019: Jesus Is King
- 2021: Donda
- 2022: Donda 2
- 2025: Cuck

### Vizuální album
- 2025: Bully

### Spolupráce
- 2011: Watch the Throne (s Jay-Z)
- 2012: Cruel Summer (s GOOD Music)
- 2018: Kids See Ghosts (s Kid Cudi, jako duo Kids See Ghosts)
- 2019: Jesus Is Born (se Sunday Service Choir)
- 2020: Emmanuel EP (se Sunday Service Choir)
- 2024: Vultures 1 (s Ty Dolla Sign, jako duo ¥$)
- 2024: Vultures 2 (s Ty Dolla Sign, jako duo ¥$)
- 2025: Never Stop (EP, s King Combs)

## Ocenění
Kanye West je držitelem několika hudebních ocenění (Grammy Awards, MTV Video Music Awards, BRIT Awards).